# Olimpiai érmesek listája ökölvívásban
Ez a lap az olimpiai érmesek listája ökölvívásban 1904-től 2012-ig.

## Összesített éremtáblázat
(A táblázatokban Magyarország és a rendező nemzet sportolói eltérő háttérszínnel, az egyes számoszlopok legmagasabb értéke vagy értékei vastagítással kiemelve.)
| A nyári olimpiai játékok összesített éremtáblázata férfi ökölvívásban | A nyári olimpiai játékok összesített éremtáblázata férfi ökölvívásban | A nyári olimpiai játékok összesített éremtáblázata férfi ökölvívásban | A nyári olimpiai játékok összesített éremtáblázata férfi ökölvívásban | A nyári olimpiai játékok összesített éremtáblázata férfi ökölvívásban | Olimpia  |
| --------------------------------------------------------------------- | --------------------------------------------------------------------- | --------------------------------------------------------------------- | --------------------------------------------------------------------- | --------------------------------------------------------------------- | -------- |
|                                                                       | Ország                                                                | Arany                                                                 | Ezüst                                                                 | Bronz                                                                 | Összesen |
| 1.                                                                    | Egyesült Államok (USA)                                                | 49                                                                    | 23                                                                    | 38                                                                    | 110      |
| 2.                                                                    | Kuba (CUB)                                                            | 34                                                                    | 19                                                                    | 14                                                                    | 67       |
| 3.                                                                    | Nagy-Britannia (GBR)                                                  | 17                                                                    | 12                                                                    | 24                                                                    | 53       |
| 4.                                                                    | Olaszország (ITA)                                                     | 15                                                                    | 15                                                                    | 17                                                                    | 47       |
| 5.                                                                    | Szovjetunió (URS)                                                     | 14                                                                    | 19                                                                    | 18                                                                    | 51       |
| 6.                                                                    | Magyarország (HUN)                                                    | 10                                                                    | 2                                                                     | 8                                                                     | 20       |
| 7.                                                                    | Oroszország (RUS)                                                     | 9                                                                     | 5                                                                     | 12                                                                    | 26       |
| 8.                                                                    | Lengyelország (POL)                                                   | 8                                                                     | 9                                                                     | 26                                                                    | 43       |
| 9.                                                                    | Argentína (ARG)                                                       | 7                                                                     | 7                                                                     | 10                                                                    | 24       |
| 10.                                                                   | Kazahsztán (KAZ)                                                      | 6                                                                     | 5                                                                     | 6                                                                     | 17       |
| 11.                                                                   | Dél-afrikai Köztársaság (RSA)                                         | 6                                                                     | 4                                                                     | 9                                                                     | 19       |
| 12.                                                                   | NDK (GDR)                                                             | 5                                                                     | 2                                                                     | 6                                                                     | 13       |
| 13.                                                                   | Németország (GER)                                                     | 4                                                                     | 9                                                                     | 9                                                                     | 22       |
| 14.                                                                   | Franciaország (FRA)                                                   | 4                                                                     | 7                                                                     | 8                                                                     | 19       |
| 15.                                                                   | Bulgária (BUL)                                                        | 4                                                                     | 5                                                                     | 9                                                                     | 18       |
| 16.                                                                   | Thaiföld (THA)                                                        | 4                                                                     | 4                                                                     | 6                                                                     | 14       |
| 17.                                                                   | Ukrajna (UKR)                                                         | 4                                                                     | 3                                                                     | 7                                                                     | 14       |
| 18.                                                                   | Dél-Korea (KOR)                                                       | 3                                                                     | 7                                                                     | 10                                                                    | 20       |
| 19.                                                                   | Kanada (CAN)                                                          | 3                                                                     | 7                                                                     | 7                                                                     | 17       |
| 20.                                                                   | Jugoszlávia (YUG)                                                     | 3                                                                     | 2                                                                     | 6                                                                     | 11       |
| 21.                                                                   | Kína (CHN)                                                            | 3                                                                     | 2                                                                     | 3                                                                     | 8        |
| 22.                                                                   | Csehszlovákia (TCH)                                                   | 3                                                                     | 1                                                                     | 2                                                                     | 6        |
| 23.                                                                   | Írország (IRL)                                                        | 2                                                                     | 5                                                                     | 9                                                                     | 16       |
| 24.                                                                   | Mexikó (MEX)                                                          | 2                                                                     | 3                                                                     | 7                                                                     | 12       |
| 25.                                                                   | Észak-Korea (PRK)                                                     | 2                                                                     | 3                                                                     | 3                                                                     | 8        |
| 26.                                                                   | Finnország (FIN)                                                      | 2                                                                     | 1                                                                     | 11                                                                    | 14       |
| 27.                                                                   | Japán (JPN)                                                           | 2                                                                     | 0                                                                     | 3                                                                     | 5        |
| 28.                                                                   | Románia (ROU)                                                         | 1                                                                     | 9                                                                     | 15                                                                    | 25       |
| 29.                                                                   | Dánia (DEN)                                                           | 1                                                                     | 5                                                                     | 6                                                                     | 12       |
| 30.                                                                   | Egyesült Német Csapat (EUA)                                           | 1                                                                     | 3                                                                     | 2                                                                     | 6        |
| 31.                                                                   | Mongólia (MGL)                                                        | 1                                                                     | 2                                                                     | 3                                                                     | 6        |
| 32.                                                                   | Norvégia (NOR)                                                        | 1                                                                     | 2                                                                     | 2                                                                     | 5        |
| 32.                                                                   | Venezuela (VEN)                                                       | 1                                                                     | 2                                                                     | 2                                                                     | 5        |
| 34.                                                                   | Kenya (KEN)                                                           | 1                                                                     | 1                                                                     | 5                                                                     | 7        |
| 35.                                                                   | Hollandia (NED)                                                       | 1                                                                     | 1                                                                     | 4                                                                     | 6        |
| 36.                                                                   | Belgium (BEL)                                                         | 1                                                                     | 1                                                                     | 2                                                                     | 4        |
| 37.                                                                   | Új-Zéland (NZL)                                                       | 1                                                                     | 1                                                                     | 1                                                                     | 3        |
| 38.                                                                   | Üzbegisztán (UZB)                                                     | 1                                                                     | 0                                                                     | 6                                                                     | 7        |
| 39.                                                                   | Algéria (ALG)                                                         | 1                                                                     | 0                                                                     | 5                                                                     | 6        |
| 39.                                                                   | NSZK (FRG)                                                            | 1                                                                     | 0                                                                     | 5                                                                     | 6        |
| 41.                                                                   | Dominikai Köztársaság (DOM)                                           | 1                                                                     | 0                                                                     | 1                                                                     | 2        |
|                                                                       |                                                                       |                                                                       |                                                                       |                                                                       |          |
| 42.                                                                   | Svédország (SWE)                                                      | 0                                                                     | 5                                                                     | 6                                                                     | 11       |
| 43.                                                                   | Nigéria (NGR)                                                         | 0                                                                     | 3                                                                     | 3                                                                     | 6        |
| 44.                                                                   | Uganda (UGA)                                                          | 0                                                                     | 3                                                                     | 1                                                                     | 4        |
| 45.                                                                   | Fülöp-szigetek (PHI)                                                  | 0                                                                     | 2                                                                     | 3                                                                     | 5        |
| 45.                                                                   | Törökország (TUR)                                                     | 0                                                                     | 2                                                                     | 3                                                                     | 5        |
| 47.                                                                   | Spanyolország (ESP)                                                   | 0                                                                     | 2                                                                     | 2                                                                     | 4        |
| 48.                                                                   | Fehéroroszország (BLR)                                                | 0                                                                     | 2                                                                     | 0                                                                     | 2        |
| 49.                                                                   | Puerto Rico (PUR)                                                     | 0                                                                     | 1                                                                     | 5                                                                     | 6        |
| 50.                                                                   | Ausztrália (AUS)                                                      | 0                                                                     | 1                                                                     | 3                                                                     | 4        |
| 50.                                                                   | Brazília (BRA)                                                        | 0                                                                     | 1                                                                     | 3                                                                     | 4        |
| 50.                                                                   | Egyiptom (EGY)                                                        | 0                                                                     | 1                                                                     | 3                                                                     | 4        |
| 53.                                                                   | Chile (CHI)                                                           | 0                                                                     | 1                                                                     | 2                                                                     | 3        |
| 53.                                                                   | Ghána (GHA)                                                           | 0                                                                     | 1                                                                     | 2                                                                     | 3        |
| 55.                                                                   | Egyesített Csapat (EUN)                                               | 0                                                                     | 1                                                                     | 1                                                                     | 2        |
| 55.                                                                   | Kamerun (CMR)                                                         | 0                                                                     | 1                                                                     | 1                                                                     | 2        |
| 57.                                                                   | Ausztrálázsia (ANZ)                                                   | 0                                                                     | 1                                                                     | 0                                                                     | 1        |
| 57.                                                                   | Csehország (CZE)                                                      | 0                                                                     | 1                                                                     | 0                                                                     | 1        |
| 57.                                                                   | Észtország (EST)                                                      | 0                                                                     | 1                                                                     | 0                                                                     | 1        |
| 57.                                                                   | Tonga (TGA)                                                           | 0                                                                     | 1                                                                     | 0                                                                     | 1        |
|                                                                       |                                                                       |                                                                       |                                                                       |                                                                       |          |
| 61.                                                                   | Azerbajdzsán (AZE)                                                    | 0                                                                     | 0                                                                     | 6                                                                     | 6        |
| 62.                                                                   | Kolumbia (COL)                                                        | 0                                                                     | 0                                                                     | 3                                                                     | 3        |
| 62.                                                                   | Marokkó (MAR)                                                         | 0                                                                     | 0                                                                     | 3                                                                     | 3        |
| 64.                                                                   | India (IND)                                                           | 0                                                                     | 0                                                                     | 2                                                                     | 2        |
| 64.                                                                   | Moldova (MDA)                                                         | 0                                                                     | 0                                                                     | 2                                                                     | 2        |
| 64.                                                                   | Tunézia (TUN)                                                         | 0                                                                     | 0                                                                     | 2                                                                     | 2        |
| 67.                                                                   | Bermuda (BER)                                                         | 0                                                                     | 0                                                                     | 1                                                                     | 1        |
| 67.                                                                   | Grúzia (GEO)                                                          | 0                                                                     | 0                                                                     | 1                                                                     | 1        |
| 67.                                                                   | Guyana (GUY)                                                          | 0                                                                     | 0                                                                     | 1                                                                     | 1        |
| 67.                                                                   | Litvánia (LTU)                                                        | 0                                                                     | 0                                                                     | 1                                                                     | 1        |
| 67.                                                                   | Mauritius (MRI)                                                       | 0                                                                     | 0                                                                     | 1                                                                     | 1        |
| 67.                                                                   | Niger (NIG)                                                           | 0                                                                     | 0                                                                     | 1                                                                     | 1        |
| 67.                                                                   | Örményország (ARM)                                                    | 0                                                                     | 0                                                                     | 1                                                                     | 1        |
| 67.                                                                   | Pakisztán (PAK)                                                       | 0                                                                     | 0                                                                     | 1                                                                     | 1        |
| 67.                                                                   | Szíria (SYR)                                                          | 0                                                                     | 0                                                                     | 1                                                                     | 1        |
| 67.                                                                   | Tádzsikisztán (TJK)                                                   | 0                                                                     | 0                                                                     | 1                                                                     | 1        |
| 67.                                                                   | Uruguay (URU)                                                         | 0                                                                     | 0                                                                     | 1                                                                     | 1        |
| 67.                                                                   | Zambia (ZAM)                                                          | 0                                                                     | 0                                                                     | 1                                                                     | 1        |
|                                                                       |                                                                       |                                                                       |                                                                       |                                                                       |          |
| Összesen                                                              | Összesen                                                              | 239                                                                   | 239                                                                   | 415                                                                   | 893      |

## Férfi

### Jelenlegi súlycsoportok

#### Papírsúly
- 1968–2008: 48 kg-ig
- 2012– : 49 kg-ig

| Olimpia           | Arany                                  | Ezüst                                     | Bronz                                     |
| 1968, Mexikóváros | Francisco Rodríguez · Venezuela (VEN)  | Csi Jongdzsu · Dél-Korea (KOR)            | Harlan Marbley · Egyesült Államok (USA)   |
| 1968, Mexikóváros | Francisco Rodríguez · Venezuela (VEN)  | Csi Jongdzsu · Dél-Korea (KOR)            | Hubert Skrzypczak · Lengyelország (POL)   |
| 1972, München     | Gedó György · Magyarország (HUN)       | Kim Ugil · Észak-Korea (PRK)              | Ralph Evans · Nagy-Britannia (GBR)        |
| 1972, München     | Gedó György · Magyarország (HUN)       | Kim Ugil · Észak-Korea (PRK)              | Enrique Rodríguez · Spanyolország (ESP)   |
| 1976, Montréal    | Jorge Hernández · Kuba (CUB)           | Ri Bjonguk · Észak-Korea (PRK)            | Orlando Maldonado · Puerto Rico (PUR)     |
| 1976, Montréal    | Jorge Hernández · Kuba (CUB)           | Ri Bjonguk · Észak-Korea (PRK)            | Payao Poontarat · Thaiföld (THA)          |
| 1980, Moszkva     | Samil Szabirov · Szovjetunió (URS)     | Hipólito Ramos · Kuba (CUB)               | Iszmail Musztafov · Bulgária (BUL)        |
| 1980, Moszkva     | Samil Szabirov · Szovjetunió (URS)     | Hipólito Ramos · Kuba (CUB)               | Ri Bjonguk · Észak-Korea (PRK)            |
| 1984, Los Angeles | Paul Gonzales · Egyesült Államok (USA) | Salvatore Todisco · Olaszország (ITA)     | Marcelino Bolívar · Venezuela (VEN)       |
| 1984, Los Angeles | Paul Gonzales · Egyesült Államok (USA) | Salvatore Todisco · Olaszország (ITA)     | Keith Mwila · Zambia (ZAM)                |
| 1988, Szöul       | Ivajlo Marinov · Bulgária (BUL)        | Michael Carbajal · Egyesült Államok (USA) | Isaszegi Róbert · Magyarország (HUN)      |
| 1988, Szöul       | Ivajlo Marinov · Bulgária (BUL)        | Michael Carbajal · Egyesült Államok (USA) | Leopoldo Serrantes · Fülöp-szigetek (PHI) |
| 1992, Barcelona   | Rogelio Marcelo · Kuba (CUB)           | Daniel Petrov · Bulgária (BUL)            | Roel Velasco · Fülöp-szigetek (PHI)       |
| 1992, Barcelona   | Rogelio Marcelo · Kuba (CUB)           | Daniel Petrov · Bulgária (BUL)            | Jan Quast · Németország (GER)             |
| 1996, Atlanta     | Daniel Petrov · Bulgária (BUL)         | Mansueto Velasco · Fülöp-szigetek (PHI)   | Oleh Kirjuhin · Ukrajna (UKR)             |
| 1996, Atlanta     | Daniel Petrov · Bulgária (BUL)         | Mansueto Velasco · Fülöp-szigetek (PHI)   | Rafael Lozano · Spanyolország (ESP)       |
| 2000, Sydney      | Brahim Asloum · Franciaország (FRA)    | Rafael Lozano · Spanyolország (ESP)       | Kim Uncshol · Észak-Korea (PRK)           |
| 2000, Sydney      | Brahim Asloum · Franciaország (FRA)    | Rafael Lozano · Spanyolország (ESP)       | Maikro Romero · Kuba (CUB)                |
| 2004, Athén       | Yan Barthelemí · Kuba (CUB)            | Atagün Yalçınkaya · Törökország (TUR)     | Cou Si-ming (Zou Shiming) · Kína (CHN)    |
| 2004, Athén       | Yan Barthelemí · Kuba (CUB)            | Atagün Yalçınkaya · Törökország (TUR)     | Szergej Kazakov · Oroszország (RUS)       |
| 2008, Peking      | Cou Si-ming (Zou Shiming) · Kína (CHN) | Pürevdordzsín Szerdamba · Mongólia (MGL)  | Paddy Barnes · Írország (IRL)             |
| 2008, Peking      | Cou Si-ming (Zou Shiming) · Kína (CHN) | Pürevdordzsín Szerdamba · Mongólia (MGL)  | Yampier Hernández · Kuba (CUB)            |
| 2012, London      | Cou Si-ming (Zou Shiming) · Kína (CHN) | Kaeo Pongprayoon · Thaiföld (THA)         | Paddy Barnes · Írország (IRL)             |
| 2012, London      | Cou Si-ming (Zou Shiming) · Kína (CHN) | Kaeo Pongprayoon · Thaiföld (THA)         | David Ajrapetyan · Oroszország (RUS)      |

#### Légsúly
- 1904: 47,6 kg-ig
- 1920–1936: 50,8 kg-ig
- 1948–1964: 51 kg-ig
- 1968–2008: 48–51 kg
- 2012– : 49–52 kg

| Olimpia           | Arany                                    | Ezüst                                     | Bronz                                                   |
| 1904, St. Louis   | George Finnegan · Egyesült Államok (USA) | Miles Burke · Egyesült Államok (USA)      | Nem adták ki                                            |
| 1908–1912         | Nem szerepelt az olimpiai programban     | Nem szerepelt az olimpiai programban      | Nem szerepelt az olimpiai programban                    |
| 1920, Antwerpen   | Frankie Genaro · Egyesült Államok (USA)  | Anders Petersen · Dánia (DEN)             | William Cuthbertson · Nagy-Britannia (GBR)              |
| 1924, Párizs      | Fidel LaBarba · Egyesült Államok (USA)   | James McKenzie · Nagy-Britannia (GBR)     | Raymond Fee · Egyesült Államok (USA)                    |
| 1928, Amszterdam  | Kocsis Antal · Magyarország (HUN)        | Armand Apell · Franciaország (FRA)        | Carlo Cavagnoli · Olaszország (ITA)                     |
| 1932, Los Angeles | Énekes István · Magyarország (HUN)       | Francisco Cabañas · Mexikó (MEX)          | Louis Salica · Egyesült Államok (USA)                   |
| 1936, Berlin      | Willy Kaiser · Németország (GER)         | Gavino Matta · Olaszország (ITA)          | Louis Laurie · Egyesült Államok (USA)                   |
| 1948, London      | Pascual Pérez · Argentína (ARG)          | Spartaco Bandinelli · Olaszország (ITA)   | Han Szuan · Dél-Korea (KOR)                             |
| 1952, Helsinki    | Nate Brooks · Egyesült Államok (USA)     | Edgar Basel · Németország (GER)           | Anatolij Bulakov · Szovjetunió (URS)                    |
| 1952, Helsinki    | Nate Brooks · Egyesült Államok (USA)     | Edgar Basel · Németország (GER)           | Willie Toweel · Dél-afrikai Unió (RSA)                  |
| 1956, Melbourne   | Terence Spinks · Nagy-Britannia (GBR)    | Mircea Dobrescu · Románia (ROU)           | John Caldwell · Írország (IRL)                          |
| 1956, Melbourne   | Terence Spinks · Nagy-Britannia (GBR)    | Mircea Dobrescu · Románia (ROU)           | René Libeer · Franciaország (FRA)                       |
| 1960, Róma        | Török Gyula · Magyarország (HUN)         | Szergej Szivko · Szovjetunió (URS)        | Abdel Moneim El-Gindy · Egyesült Arab Köztársaság (RAU) |
| 1960, Róma        | Török Gyula · Magyarország (HUN)         | Szergej Szivko · Szovjetunió (URS)        | Tanabe Kijosi · Japán (JPN)                             |
| 1964, Tokió       | Fernando Atzori · Olaszország (ITA)      | Artur Olech · Lengyelország (POL)         | Robert Carmody · Egyesült Államok (USA)                 |
| 1964, Tokió       | Fernando Atzori · Olaszország (ITA)      | Artur Olech · Lengyelország (POL)         | Sztanyiszlav Szorokin · Szovjetunió (URS)               |
| 1968, Mexikóváros | Ricardo Delgado · Mexikó (MEX)           | Artur Olech · Lengyelország (POL)         | Servílio de Oliveira · Brazília (BRA)                   |
| 1968, Mexikóváros | Ricardo Delgado · Mexikó (MEX)           | Artur Olech · Lengyelország (POL)         | Leo Rwabwogo · Uganda (UGA)                             |
| 1972, München     | Georgi Kosztadinov · Bulgária (BUL)      | Leo Rwabwogo · Uganda (UGA)               | Leszek Błażyński · Lengyelország (POL)                  |
| 1972, München     | Georgi Kosztadinov · Bulgária (BUL)      | Leo Rwabwogo · Uganda (UGA)               | Douglas Rodríguez · Kuba (CUB)                          |
| 1976, Montréal    | Leo Randolph · Egyesült Államok (USA)    | Ramón Duvalón · Kuba (CUB)                | Leszek Błażyński · Lengyelország (POL)                  |
| 1976, Montréal    | Leo Randolph · Egyesült Államok (USA)    | Ramón Duvalón · Kuba (CUB)                | Davit Toroszjan · Szovjetunió (URS)                     |
| 1980, Moszkva     | Petar Leszov · Bulgária (BUL)            | Viktor Mirosnicsenko · Szovjetunió (URS)  | Hugh Russell · Írország (IRL)                           |
| 1980, Moszkva     | Petar Leszov · Bulgária (BUL)            | Viktor Mirosnicsenko · Szovjetunió (URS)  | Váradi János · Magyarország (HUN)                       |
| 1984, Los Angeles | Steve McCrory · Egyesült Államok (USA)   | Redzsep Redzsepovszki · Jugoszlávia (YUG) | Ibrahim Bilali · Kenya (KEN)                            |
| 1984, Los Angeles | Steve McCrory · Egyesült Államok (USA)   | Redzsep Redzsepovszki · Jugoszlávia (YUG) | Eyüp Can · Törökország (TUR)                            |
| 1988, Szöul       | Kim Gvangszon · Dél-Korea (KOR)          | Andreas Tews · NDK (GDR)                  | Mario González · Mexikó (MEX)                           |
| 1988, Szöul       | Kim Gvangszon · Dél-Korea (KOR)          | Andreas Tews · NDK (GDR)                  | Timofei Scriabin · Szovjetunió (URS)                    |
| 1992, Barcelona   | Cshö Csholszu · Észak-Korea (PRK)        | Raúl González · Kuba (CUB)                | Tim Austin · Egyesült Államok (USA)                     |
| 1992, Barcelona   | Cshö Csholszu · Észak-Korea (PRK)        | Raúl González · Kuba (CUB)                | Kovács István · Magyarország (HUN)                      |
| 1996, Atlanta     | Maikro Romero · Kuba (CUB)               | Bolat Zsumagyilov · Kazahsztán (KAZ)      | Lunka Zoltán · Németország (GER)                        |
| 1996, Atlanta     | Maikro Romero · Kuba (CUB)               | Bolat Zsumagyilov · Kazahsztán (KAZ)      | Albert Pakejev · Oroszország (RUS)                      |
| 2000, Sydney      | Vicsan Ponlit · Thaiföld (THA)           | Bolat Zsumagyilov · Kazahsztán (KAZ)      | Volodimir Szidorenko · Ukrajna (UKR)                    |
| 2000, Sydney      | Vicsan Ponlit · Thaiföld (THA)           | Bolat Zsumagyilov · Kazahsztán (KAZ)      | Jérôme Thomas · Franciaország (FRA)                     |
| 2004, Athén       | Yuriorkis Gamboa · Kuba (CUB)            | Jérôme Thomas · Franciaország (FRA)       | Rustam Rachimow · Németország (GER)                     |
| 2004, Athén       | Yuriorkis Gamboa · Kuba (CUB)            | Jérôme Thomas · Franciaország (FRA)       | Fuad Aslanov · Azerbajdzsán (AZE)                       |
| 2008, Peking      | Szomcsit Csongcsoho · Thaiföld (THA)     | Andry Laffita · Kuba (CUB)                | Vincenzo Picardi · Olaszország (ITA)                    |
| 2008, Peking      | Szomcsit Csongcsoho · Thaiföld (THA)     | Andry Laffita · Kuba (CUB)                | Georgij Balaksin · Oroszország (RUS)                    |
| 2012, London      | Robeisy Ramírez · Kuba (CUB)             | Njambajarin Tögszcogt · Mongólia (MGL)    | Mihail Alojan · Oroszország (RUS)                       |
| 2012, London      | Robeisy Ramírez · Kuba (CUB)             | Njambajarin Tögszcogt · Mongólia (MGL)    | Michael Conlan · Írország (IRL)                         |

#### Harmatsúly
- 1904: 47,6–52,2 kg
- 1908: 52,6 kg-ig
- 1920–1928: 50,8–53,5 kg
- 1932–1936:  50,8–54,0 kg
- 1948–2008: 51–54 kg
- 2012– : 52–56 kg

| Olimpia           | Arany                                           | Ezüst                                              | Bronz                                       |
| 1904, St. Louis   | Oliver Kirk · Egyesült Államok (USA)            | George Finnegan · Egyesült Államok (USA)           | Nem adták ki                                |
| 1908, London      | Henry Thomas · Nagy-Britannia (GBR)             | John Condon · Nagy-Britannia (GBR)                 | William Webb · Nagy-Britannia (GBR)         |
| 1912 Stockholm    | Nem szerepelt az olimpiai programban            | Nem szerepelt az olimpiai programban               | Nem szerepelt az olimpiai programban        |
| 1920, Antwerpen   | Clarence Walker · Dél-afrikai Unió (RSA)        | Clifford Graham · Kanada (CAN)                     | George McKenzie · Nagy-Britannia (GBR)      |
| 1924, Párizs      | William Smith · Dél-afrikai Unió (RSA)          | Salvatore Tripoli · Egyesült Államok (USA)         | Jean Ces · Franciaország (FRA)              |
| 1928, Amszterdam  | Vittorio Tamagnini · Olaszország (ITA)          | John Daley · Egyesült Államok (USA)                | Harry Isaacs · Dél-afrikai Unió (RSA)       |
| 1932, Los Angeles | Horace Gwynne · Kanada (CAN)                    | Hans Ziglarski · Németország (GER)                 | José Villanueva · Fülöp-szigetek (PHI)      |
| 1936, Berlin      | Ulderico Sergo · Olaszország (ITA)              | Jack Wilson · Egyesült Államok (USA)               | Fidel Ortíz · Mexikó (MEX)                  |
| 1948, London      | Csík Tibor · Magyarország (HUN)                 | Giovanni Zuddas · Olaszország (ITA)                | Juan Venegas · Puerto Rico (PUR)            |
| 1952, Helsinki    | Pentti Hämäläinen · Finnország (FIN)            | John McNally · Írország (IRL)                      | Gennagyij Garbuzov · Szovjetunió (URS)      |
| 1952, Helsinki    | Pentti Hämäläinen · Finnország (FIN)            | John McNally · Írország (IRL)                      | Kang Dzsunho · Dél-Korea (KOR)              |
| 1956, Melbourne   | Wolfgang Behrendt · Egyesült Német Csapat (EUA) | Szong Szuncshon (Song Sun-Cheon) · Dél-Korea (KOR) | Claudio Barrientos · Chile (CHI)            |
| 1956, Melbourne   | Wolfgang Behrendt · Egyesült Német Csapat (EUA) | Szong Szuncshon (Song Sun-Cheon) · Dél-Korea (KOR) | Frederick Gilroy · Írország (IRL)           |
| 1960, Róma        | Oleg Grigorjev · Szovjetunió (URS)              | Primo Zamparini · Olaszország (ITA)                | Brunon Bendig · Lengyelország (POL)         |
| 1960, Róma        | Oleg Grigorjev · Szovjetunió (URS)              | Primo Zamparini · Olaszország (ITA)                | Oliver Taylor · Ausztrália (AUS)            |
| 1964, Tokió       | Szakurai Takao · Japán (JPN)                    | Csong Sindzso (Jeong Sin-jo) · Dél-Korea (KOR)     | Juan Fabila · Mexikó (MEX)                  |
| 1964, Tokió       | Szakurai Takao · Japán (JPN)                    | Csong Sindzso (Jeong Sin-jo) · Dél-Korea (KOR)     | Washington Rodríguez · Uruguay (URU)        |
| 1968, Mexikóváros | Valerian Szokolov · Szovjetunió (URS)           | Eridadi Mukwanga · Uganda (UGA)                    | Csang Szungil · Dél-Korea (KOR)             |
| 1968, Mexikóváros | Valerian Szokolov · Szovjetunió (URS)           | Eridadi Mukwanga · Uganda (UGA)                    | Morioka Eidzsi · Japán (JPN)                |
| 1972, München     | Orlando Martínez · Kuba (CUB)                   | Alfonso Zamora · Mexikó (MEX)                      | Ricardo Carreras · Egyesült Államok (USA)   |
| 1972, München     | Orlando Martínez · Kuba (CUB)                   | Alfonso Zamora · Mexikó (MEX)                      | George Turpin · Nagy-Britannia (GBR)        |
| 1976, Montréal    | Ku Jongdzsu · Észak-Korea (PRK)                 | Charles Mooney · Egyesült Államok (USA)            | Patrick Cowdell · Nagy-Britannia (GBR)      |
| 1976, Montréal    | Ku Jongdzsu · Észak-Korea (PRK)                 | Charles Mooney · Egyesült Államok (USA)            | Viktor Ribakov · Szovjetunió (URS)          |
| 1980, Moszkva     | Juan Hernández · Kuba (CUB)                     | Bernardo Piñango · Venezuela (VEN)                 | Michael Anthony · Guyana (GUY)              |
| 1980, Moszkva     | Juan Hernández · Kuba (CUB)                     | Bernardo Piñango · Venezuela (VEN)                 | Dumitru Cipere · Románia (ROU)              |
| 1984, Los Angeles | Maurizio Stecca · Olaszország (ITA)             | Héctor López · Mexikó (MEX)                        | Pedro Nolasco · Dominikai Köztársaság (DOM) |
| 1984, Los Angeles | Maurizio Stecca · Olaszország (ITA)             | Héctor López · Mexikó (MEX)                        | Dale Walters · Kanada (CAN)                 |
| 1988, Szöul       | Kennedy McKinney · Egyesült Államok (USA)       | Alekszandar Hrisztov · Bulgária (BUL)              | Phajol Moolsan · Thaiföld (THA)             |
| 1988, Szöul       | Kennedy McKinney · Egyesült Államok (USA)       | Alekszandar Hrisztov · Bulgária (BUL)              | Jorge Julio · Kolumbia (COL)                |
| 1992, Barcelona   | Joel Casamayor · Kuba (CUB)                     | Wayne McCullough · Írország (IRL)                  | Mohammed Achik · Marokkó (MAR)              |
| 1992, Barcelona   | Joel Casamayor · Kuba (CUB)                     | Wayne McCullough · Írország (IRL)                  | Ri Gvangszik · Észak-Korea (PRK)            |
| 1996, Atlanta     | Kovács István · Magyarország (HUN)              | Arnaldo Mesa · Kuba (CUB)                          | Khadpo Vichai · Thaiföld (THA)              |
| 1996, Atlanta     | Kovács István · Magyarország (HUN)              | Arnaldo Mesa · Kuba (CUB)                          | Raimkul Malahbekov · Oroszország (RUS)      |
| 2000, Sydney      | Guillermo Rigondeaux · Kuba (CUB)               | Raimkul Malahbekov · Oroszország (RUS)             | Szerhij Danilcsenko · Ukrajna (UKR)         |
| 2000, Sydney      | Guillermo Rigondeaux · Kuba (CUB)               | Raimkul Malahbekov · Oroszország (RUS)             | Clarence Vinson · Egyesült Államok (USA)    |
| 2004, Athén       | Guillermo Rigondeaux · Kuba (CUB)               | Voraphot Phetkhum · Thaiföld (THA)                 | Ağası Məmmədov · Azerbajdzsán (AZE)         |
| 2004, Athén       | Guillermo Rigondeaux · Kuba (CUB)               | Voraphot Phetkhum · Thaiföld (THA)                 | Baxodirjon Sultonov · Üzbegisztán (UZB)     |
| 2008, Peking      | Enhbatín Badar-Úgan · Mongólia (MGL)            | Yankiel León · Kuba (CUB)                          | Bruno Julie · Mauritius (MRI)               |
| 2008, Peking      | Enhbatín Badar-Úgan · Mongólia (MGL)            | Yankiel León · Kuba (CUB)                          | Veaceslav Gojan · Moldova (MDA)             |
| 2012, London      | Luke Campbell · Nagy-Britannia (GBR)            | John Joe Nevin · Írország (IRL)                    | Lázaro Álvarez · Kuba (CUB)                 |
| 2012, London      | Luke Campbell · Nagy-Britannia (GBR)            | John Joe Nevin · Írország (IRL)                    | Simizu Szatosi · Japán (JPN)                |

#### Könnyűsúly
- 1904: 56,7–61,2 kg
- 1908: 57,2–63,5 kg
- 1920–1936: 57,2–61,2 kg
- 1948: 58–62 kg
- 1952–2008: 57–60 kg
- 2012– : 56–60 kg

| Olimpia           | Arany                                     | Ezüst                                        | Bronz                                        |
| 1904, St. Louis   | Harry Spanjer · Egyesült Államok (USA)    | Russell Van Horn · Egyesült Államok (USA)    | Peter Sturholdt · Egyesült Államok (USA)     |
| 1908, London      | Frederick Grace · Nagy-Britannia (GBR)    | Frederick Spiller · Nagy-Britannia (GBR)     | Harry Johnson · Nagy-Britannia (GBR)         |
| 1912 Stockholm    | Nem szerepelt az olimpiai programban      | Nem szerepelt az olimpiai programban         | Nem szerepelt az olimpiai programban         |
| 1920, Antwerpen   | Samuel Mosberg · Egyesült Államok (USA)   | Gotfred Johansen · Dánia (DEN)               | Clarence Newton · Kanada (CAN)               |
| 1924, Párizs      | Hans Nielsen · Dánia (DEN)                | Alfredo Copello · Argentína (ARG)            | Frederick Boylstein · Egyesült Államok (USA) |
| 1928, Amszterdam  | Carlo Orlandi · Olaszország (ITA)         | Stephen Halaiko · Egyesült Államok (USA)     | Gunnar Berggren · Svédország (SWE)           |
| 1932, Los Angeles | Lawrence Stevens · Dél-afrikai Unió (RSA) | Thure Ahlqvist · Svédország (SWE)            | Nathan Bor · Egyesült Államok (USA)          |
| 1936, Berlin      | Harangi Imre · Magyarország (HUN)         | Nikolai Stepulov · Észtország (EST)          | Erik Ågren · Svédország (SWE)                |
| 1948, London      | Gerald Dreyer · Dél-afrikai Unió (RSA)    | Joseph Vissers · Belgium (BEL)               | Svend Wad · Dánia (DEN)                      |
| 1952, Helsinki    | Aureliano Bolognesi · Olaszország (ITA)   | Aleksy Antkiewicz · Lengyelország (POL)      | Gheorghe Fiat · Románia (ROU)                |
| 1952, Helsinki    | Aureliano Bolognesi · Olaszország (ITA)   | Aleksy Antkiewicz · Lengyelország (POL)      | Erkki Pakkanen · Finnország (FIN)            |
| 1956, Melbourne   | Richard McTaggart · Nagy-Britannia (GBR)  | Harry Kurschat · Egyesült Német Csapat (EUA) | Anthony Byrne · Írország (IRL)               |
| 1956, Melbourne   | Richard McTaggart · Nagy-Britannia (GBR)  | Harry Kurschat · Egyesült Német Csapat (EUA) | Anatolij Lagetko · Szovjetunió (URS)         |
| 1960, Róma        | Kazimierz Paździor · Lengyelország (POL)  | Sandro Lopopolo · Olaszország (ITA)          | Abel Laudonio · Argentína (ARG)              |
| 1960, Róma        | Kazimierz Paździor · Lengyelország (POL)  | Sandro Lopopolo · Olaszország (ITA)          | Richard McTaggart · Nagy-Britannia (GBR)     |
| 1964, Tokió       | Józef Grudzień · Lengyelország (POL)      | Vilikton Barannyikov · Szovjetunió (URS)     | Ronald Harris · Egyesült Államok (USA)       |
| 1964, Tokió       | Józef Grudzień · Lengyelország (POL)      | Vilikton Barannyikov · Szovjetunió (URS)     | Jim McCourt · Írország (IRL)                 |
| 1968, Mexikóváros | Ronald Harris · Egyesült Államok (USA)    | Józef Grudzień · Lengyelország (POL)         | Calistrat Cuțov · Románia (ROU)              |
| 1968, Mexikóváros | Ronald Harris · Egyesült Államok (USA)    | Józef Grudzień · Lengyelország (POL)         | Zvonimir Vujin · Jugoszlávia (YUG)           |
| 1972, München     | Jan Szczepański · Lengyelország (POL)     | Orbán László · Magyarország (HUN)            | Samuel Mbugua · Kenya (KEN)                  |
| 1972, München     | Jan Szczepański · Lengyelország (POL)     | Orbán László · Magyarország (HUN)            | Alfonso Pérez · Kolumbia (COL)               |
| 1976, Montréal    | Howard Davis · Egyesült Államok (USA)     | Simion Cuţov · Románia (ROU)                 | Ace Ruszevszki · Jugoszlávia (YUG)           |
| 1976, Montréal    | Howard Davis · Egyesült Államok (USA)     | Simion Cuţov · Románia (ROU)                 | Vaszilij Szolomin · Szovjetunió (URS)        |
| 1980, Moszkva     | Ángel Herrera · Kuba (CUB)                | Viktor Gyemjanyenko · Szovjetunió (URS)      | Kazimierz Adach · Lengyelország (POL)        |
| 1980, Moszkva     | Ángel Herrera · Kuba (CUB)                | Viktor Gyemjanyenko · Szovjetunió (URS)      | Richard Nowakowski · NDK (GDR)               |
| 1984, Los Angeles | Pernell Whitaker · Egyesült Államok (USA) | Luis Ortíz · Puerto Rico (PUR)               | Cson Cshilszong · Dél-Korea (KOR)            |
| 1984, Los Angeles | Pernell Whitaker · Egyesült Államok (USA) | Luis Ortíz · Puerto Rico (PUR)               | Martin Ndongo-Ebanga · Kamerun (CMR)         |
| 1988, Szöul       | Andreas Zülow · NDK (GDR)                 | George Cramne · Svédország (SWE)             | Romallis Ellis · Egyesült Államok (USA)      |
| 1988, Szöul       | Andreas Zülow · NDK (GDR)                 | George Cramne · Svédország (SWE)             | Nergüin Enkhbat · Mongólia (MGL)             |
| 1992, Barcelona   | Oscar De La Hoya · Egyesült Államok (USA) | Marco Rudolph · Németország (GER)            | Namjilyn Bayarsaikhan · Mongólia (MGL)       |
| 1992, Barcelona   | Oscar De La Hoya · Egyesült Államok (USA) | Marco Rudolph · Németország (GER)            | Hong Szongszik · Dél-Korea (KOR)             |
| 1996, Atlanta     | Hoszin Szoltáni · Algéria (ALG)           | Toncso Toncsev · Bulgária (BUL)              | Terrance Cauthen · Egyesült Államok (USA)    |
| 1996, Atlanta     | Hoszin Szoltáni · Algéria (ALG)           | Toncso Toncsev · Bulgária (BUL)              | Leonard Doroftei · Románia (ROU)             |
| 2000, Sydney      | Mario Kindelán · Kuba (CUB)               | Andrij Kotelnik · Ukrajna (UKR)              | Cristian Bejarano · Mexikó (MEX)             |
| 2000, Sydney      | Mario Kindelán · Kuba (CUB)               | Andrij Kotelnik · Ukrajna (UKR)              | Alekszandr Maletyin · Oroszország (RUS)      |
| 2004, Athén       | Mario Kindelán · Kuba (CUB)               | Amir Khan · Nagy-Britannia (GBR)             | Murat Hracsev · Oroszország (RUS)            |
| 2004, Athén       | Mario Kindelán · Kuba (CUB)               | Amir Khan · Nagy-Britannia (GBR)             | Szerik Jeleuov · Kazahsztán (KAZ)            |
| 2008, Peking      | Alekszej Tyiscsenko · Oroszország (RUS)   | Daouda Sow · Franciaország (FRA)             | Hracsik Dzsavahjan · Örményország (ARM)      |
| 2008, Peking      | Alekszej Tyiscsenko · Oroszország (RUS)   | Daouda Sow · Franciaország (FRA)             | Yordenis Ugas · Kuba (CUB)                   |
| 2012, London      | Vaszil Lomacsenko · Ukrajna (UKR)         | Han Szuncshol · Dél-Korea (KOR)              | Yasnier Toledo · Kuba (CUB)                  |
| 2012, London      | Vaszil Lomacsenko · Ukrajna (UKR)         | Han Szuncshol · Dél-Korea (KOR)              | Evaldas Petrauskas · Litvánia (LTU)          |

#### Kisváltósúly
- 1952–2000: 60–63,5 kg
- 2004– : 60–64 kg

| Olimpia           | Arany                                        | Ezüst                                     | Bronz                                     |
| 1952, Helsinki    | Charles Adkins · Egyesült Államok (USA)      | Viktor Mednov · Szovjetunió (URS)         | Erkki Mallenius · Finnország (FIN)        |
| 1952, Helsinki    | Charles Adkins · Egyesült Államok (USA)      | Viktor Mednov · Szovjetunió (URS)         | Bruno Visintin · Olaszország (ITA)        |
| 1956, Melbourne   | Vladimir Jengibarján · Szovjetunió (URS)     | Franco Nenci · Olaszország (ITA)          | Constantin Dumitrescu · Románia (ROU)     |
| 1956, Melbourne   | Vladimir Jengibarján · Szovjetunió (URS)     | Franco Nenci · Olaszország (ITA)          | Henry Loubscher · Dél-afrikai Unió (RSA)  |
| 1960, Róma        | Bohumil Němeček · Csehszlovákia (TCH)        | Clement Quartey · Ghána (GHA)             | Quincey Daniels · Egyesült Államok (USA)  |
| 1960, Róma        | Bohumil Němeček · Csehszlovákia (TCH)        | Clement Quartey · Ghána (GHA)             | Marian Kasprzyk · Lengyelország (POL)     |
| 1964, Tokió       | Jerzy Kulej · Lengyelország (POL)            | Jevgenyij Frolov · Szovjetunió (URS)      | Eddie Blay · Ghána (GHA)                  |
| 1964, Tokió       | Jerzy Kulej · Lengyelország (POL)            | Jevgenyij Frolov · Szovjetunió (URS)      | Habib Galhia · Tunézia (TUN)              |
| 1968, Mexikóváros | Jerzy Kulej · Lengyelország (POL)            | Enrique Regüeiferos · Kuba (CUB)          | Arto Nilsson · Finnország (FIN)           |
| 1968, Mexikóváros | Jerzy Kulej · Lengyelország (POL)            | Enrique Regüeiferos · Kuba (CUB)          | James Wallington · Egyesült Államok (USA) |
| 1972, München     | Ray Seales · Egyesült Államok (USA)          | Angel Angelov · Bulgária (BUL)            | Issaka Daboré · Niger (NIG)               |
| 1972, München     | Ray Seales · Egyesült Államok (USA)          | Angel Angelov · Bulgária (BUL)            | Zvonimir Vujin · Jugoszlávia (YUG)        |
| 1976, Montréal    | Sugar Ray Leonard · Egyesült Államok (USA)   | Andrés Aldama · Kuba (CUB)                | Vladimir Kolev · Bulgária (BUL)           |
| 1976, Montréal    | Sugar Ray Leonard · Egyesült Államok (USA)   | Andrés Aldama · Kuba (CUB)                | Kazimierz Szczerba · Lengyelország (POL)  |
| 1980, Moszkva     | Patrizio Oliva · Olaszország (ITA)           | Szerik Konakbajev · Szovjetunió (URS)     | José Aguilar · Kuba (CUB)                 |
| 1980, Moszkva     | Patrizio Oliva · Olaszország (ITA)           | Szerik Konakbajev · Szovjetunió (URS)     | Tony Willis · Nagy-Britannia (GBR)        |
| 1984, Los Angeles | Jerry Page · Egyesült Államok (USA)          | Dhawee Umponmaha · Thaiföld (THA)         | Mircea Fulger · Románia (ROU)             |
| 1984, Los Angeles | Jerry Page · Egyesült Államok (USA)          | Dhawee Umponmaha · Thaiföld (THA)         | Mirko Puzović · Jugoszlávia (YUG)         |
| 1988, Szöul       | Vjacsaszlav Janovszki · Szovjetunió (URS)    | Grahame Cheney · Ausztrália (AUS)         | Reiner Gies · NSZK (FRG)                  |
| 1988, Szöul       | Vjacsaszlav Janovszki · Szovjetunió (URS)    | Grahame Cheney · Ausztrália (AUS)         | Lars Myrberg · Svédország (SWE)           |
| 1992, Barcelona   | Héctor Vinent · Kuba (CUB)                   | Mark Leduc · Kanada (CAN)                 | Leonard Doroftei · Románia (ROU)          |
| 1992, Barcelona   | Héctor Vinent · Kuba (CUB)                   | Mark Leduc · Kanada (CAN)                 | Jyri Kjäll · Finnország (FIN)             |
| 1996, Atlanta     | Héctor Vinent · Kuba (CUB)                   | Oktay Urkal · Németország (GER)           | Fathi Missaoui · Tunézia (TUN)            |
| 1996, Atlanta     | Héctor Vinent · Kuba (CUB)                   | Oktay Urkal · Németország (GER)           | Bolat Nyijazimbetov · Kazahsztán (KAZ)    |
| 2000, Sydney      | Muhammadqodir Abdullayev · Üzbegisztán (UZB) | Ricardo Williams · Egyesült Államok (USA) | Mohamed Allalou · Algéria (ALG)           |
| 2000, Sydney      | Muhammadqodir Abdullayev · Üzbegisztán (UZB) | Ricardo Williams · Egyesült Államok (USA) | Diógenes Luna · Kuba (CUB)                |
| 2004, Athén       | Manat Buncsamnong · Thaiföld (THA)           | Yudel Johnson · Kuba (CUB)                | Borisz Georgiev · Bulgária (BUL)          |
| 2004, Athén       | Manat Buncsamnong · Thaiföld (THA)           | Yudel Johnson · Kuba (CUB)                | Ionuț Gheorghe · Románia (ROU)            |
| 2008, Peking      | Félix Díaz · Dominikai Köztársaság (DOM)     | Manat Buncsamnong · Thaiföld (THA)        | Roniel Iglesias · Kuba (CUB)              |
| 2008, Peking      | Félix Díaz · Dominikai Köztársaság (DOM)     | Manat Buncsamnong · Thaiföld (THA)        | Alexis Vastine · Franciaország (FRA)      |
| 2012, London      | Roniel Iglesias · Kuba (CUB)                 | Denisz Berincsik · Ukrajna (UKR)          | Vincenzo Mangiacapre · Olaszország (ITA)  |
| 2012, London      | Roniel Iglesias · Kuba (CUB)                 | Denisz Berincsik · Ukrajna (UKR)          | Urancsimegín Mönh-Erdene · Mongólia (MGL) |

#### Váltósúly
- 1904: 61,2–65,8 kg
- 1920–1936: 61,2–66,7 kg
- 1948: 62–67 kg
- 1952–2000: 63,5–67 kg
- 2004– : 64–69 kg

| Olimpia           | Arany                                  | Ezüst                                    | Bronz                                       |
| 1904, St. Louis   | Albert Young · Egyesült Államok (USA)  | Harry Spanjer · Egyesült Államok (USA)   | Joseph Lydon · Egyesült Államok (USA)       |
| 1908–1912         | Nem szerepelt az olimpiai programban   | Nem szerepelt az olimpiai programban     | Nem szerepelt az olimpiai programban        |
| 1920, Antwerpen   | Albert Schneider · Kanada (CAN)        | Alexander Ireland · Nagy-Britannia (GBR) | Frederick Colberg · Egyesült Államok (USA)  |
| 1924, Párizs      | Jean Delarge · Belgium (BEL)           | Héctor Méndez · Argentína (ARG)          | Douglas Lewis · Kanada (CAN)                |
| 1928, Amszterdam  | Ted Morgan · Új-Zéland (NZL)           | Raúl Landini · Argentína (ARG)           | Raymond Smillie · Kanada (CAN)              |
| 1932, Los Angeles | Edward Flynn · Egyesült Államok (USA)  | Erich Campe · Németország (GER)          | Bruno Ahlberg · Finnország (FIN)            |
| 1936, Berlin      | Sten Suvio · Finnország (FIN)          | Michael Murach · Németország (GER)       | Gerhard Pedersen · Dánia (DEN)              |
| 1948, London      | Július Torma · Csehszlovákia (TCH)     | Horace Herring · Egyesült Államok (USA)  | Alessandro D’Ottavio · Olaszország (ITA)    |
| 1952, Helsinki    | Zygmunt Chychła · Lengyelország (POL)  | Szergej Scserbakov · Szovjetunió (URS)   | Günther Heidemann · Németország (GER)       |
| 1952, Helsinki    | Zygmunt Chychła · Lengyelország (POL)  | Szergej Scserbakov · Szovjetunió (URS)   | Victor Jørgensen · Dánia (DEN)              |
| 1956, Melbourne   | Nicolae Linca · Románia (ROU)          | Frederick Tiedt · Írország (IRL)         | Nicky Gargano · Nagy-Britannia (GBR)        |
| 1956, Melbourne   | Nicolae Linca · Románia (ROU)          | Frederick Tiedt · Írország (IRL)         | Kevin Hogarth · Ausztrália (AUS)            |
| 1960, Róma        | Nino Benvenuti · Olaszország (ITA)     | Jurij Radonyak · Szovjetunió (URS)       | Leszek Drogosz · Lengyelország (POL)        |
| 1960, Róma        | Nino Benvenuti · Olaszország (ITA)     | Jurij Radonyak · Szovjetunió (URS)       | James Lloyd · Nagy-Britannia (GBR)          |
| 1964, Tokió       | Marian Kasprzyk · Lengyelország (POL)  | Ričardas Tamulis · Szovjetunió (URS)     | Silvano Bertini · Olaszország (ITA)         |
| 1964, Tokió       | Marian Kasprzyk · Lengyelország (POL)  | Ričardas Tamulis · Szovjetunió (URS)     | Pertti Purhonen · Finnország (FIN)          |
| 1968, Mexikóváros | Manfred Wolke · NDK (GDR)              | Joseph Bessala · Kamerun (CMR)           | Mario Guilloti · Argentína (ARG)            |
| 1968, Mexikóváros | Manfred Wolke · NDK (GDR)              | Joseph Bessala · Kamerun (CMR)           | Volodimir Muszalimov · Szovjetunió (URS)    |
| 1972, München     | Emilio Correa · Kuba (CUB)             | Kajdi János · Magyarország (HUN)         | Richard Murunga · Kenya (KEN)               |
| 1972, München     | Emilio Correa · Kuba (CUB)             | Kajdi János · Magyarország (HUN)         | Jesse Valdez · Egyesült Államok (USA)       |
| 1976, Montréal    | Jochen Bachfeld · NDK (GDR)            | Pedro José Gamarro · Venezuela (VEN)     | Reinhard Skricek · NSZK (FRG)               |
| 1976, Montréal    | Jochen Bachfeld · NDK (GDR)            | Pedro José Gamarro · Venezuela (VEN)     | Victor Zilberman · Románia (ROU)            |
| 1980, Moszkva     | Andrés Aldama · Kuba (CUB)             | John Mugabi · Uganda (UGA)               | Karl-Heinz Krüger · NDK (GDR)               |
| 1980, Moszkva     | Andrés Aldama · Kuba (CUB)             | John Mugabi · Uganda (UGA)               | Kazimierz Szczerba · Lengyelország (POL)    |
| 1984, Los Angeles | Mark Breland · Egyesült Államok (USA)  | An Jongszu · Dél-Korea (KOR)             | Luciano Bruno · Olaszország (ITA)           |
| 1984, Los Angeles | Mark Breland · Egyesült Államok (USA)  | An Jongszu · Dél-Korea (KOR)             | Joni Nyman · Finnország (FIN)               |
| 1988, Szöul       | Robert Wangila · Kenya (KEN)           | Laurent Boudouani · Franciaország (FRA)  | Jan Dydak · Lengyelország (POL)             |
| 1988, Szöul       | Robert Wangila · Kenya (KEN)           | Laurent Boudouani · Franciaország (FRA)  | Kenneth Gould · Egyesült Államok (USA)      |
| 1992, Barcelona   | Michael Carruth · Írország (IRL)       | Juan Hernández · Kuba (CUB)              | Arkhom Chenglai · Thaiföld (THA)            |
| 1992, Barcelona   | Michael Carruth · Írország (IRL)       | Juan Hernández · Kuba (CUB)              | Aníbal Acevedo · Puerto Rico (PUR)          |
| 1996, Atlanta     | Oleg Szaitov · Oroszország (RUS)       | Juan Hernández · Kuba (CUB)              | Daniel Santos · Puerto Rico (PUR)           |
| 1996, Atlanta     | Oleg Szaitov · Oroszország (RUS)       | Juan Hernández · Kuba (CUB)              | Marian Simion · Románia (ROU)               |
| 2000, Sydney      | Oleg Szaitov · Oroszország (RUS)       | Szerhij Docenko · Ukrajna (UKR)          | Vitalie Grușac · Moldova (MDA)              |
| 2000, Sydney      | Oleg Szaitov · Oroszország (RUS)       | Szerhij Docenko · Ukrajna (UKR)          | Dorel Simion · Románia (ROU)                |
| 2004, Athén       | Baktijar Artajev · Kazahsztán (KAZ)    | Lorenzo Aragón · Kuba (CUB)              | Kim Dzsongdzsu · Dél-Korea (KOR)            |
| 2004, Athén       | Baktijar Artajev · Kazahsztán (KAZ)    | Lorenzo Aragón · Kuba (CUB)              | Oleg Szaitov · Oroszország (RUS)            |
| 2008, Peking      | Bakit Szarszekbajev · Kazahsztán (KAZ) | Carlos Banteaux · Kuba (CUB)             | Hanati Szelamu (Hanati Silamu) · Kína (CHN) |
| 2008, Peking      | Bakit Szarszekbajev · Kazahsztán (KAZ) | Carlos Banteaux · Kuba (CUB)             | Kim Dzsongdzsu · Dél-Korea (KOR)            |
| 2012, London      | Szerik Szapijev · Kazahsztán (KAZ)     | Fred Evans · Nagy-Britannia (GBR)        | Tarasz Selesztyuk · Ukrajna (UKR)           |
| 2012, London      | Szerik Szapijev · Kazahsztán (KAZ)     | Fred Evans · Nagy-Britannia (GBR)        | Andrej Zamkovoj · Oroszország (RUS)         |

#### Középsúly
- 1904: 65,8–71,7 kg
- 1908: 63,5–71,7 kg
- 1920–1936: 66,7–72,6 kg
- 1948: 67–73 kg
- 1952–2000: 71–75 kg
- 2004– : 69–75 kg

| Olimpia           | Arany                                     | Ezüst                                      | Bronz                                       |
| 1904, St. Louis   | Charles Mayer · Egyesült Államok (USA)    | Benjamin Spradley · Egyesült Államok (USA) | Nem adták ki                                |
| 1908, London      | John Douglas · Nagy-Britannia (GBR)       | Reginald Baker · Ausztrálázsia (ANZ)       | William Philo · Nagy-Britannia (GBR)        |
| 1912 Stockholm    | Nem szerepelt az olimpiai programban      | Nem szerepelt az olimpiai programban       | Nem szerepelt az olimpiai programban        |
| 1920, Antwerpen   | Harry Mallin · Nagy-Britannia (GBR)       | Georges Prud’homme · Kanada (CAN)          | Moe Herscovitch · Kanada (CAN)              |
| 1924, Párizs      | Harry Mallin · Nagy-Britannia (GBR)       | John Elliott · Nagy-Britannia (GBR)        | Joseph Beecken · Belgium (BEL)              |
| 1928, Amszterdam  | Piero Toscani · Olaszország (ITA)         | Jan Heřmánek · Csehszlovákia (TCH)         | Léonard Steyaert · Belgium (BEL)            |
| 1932, Los Angeles | Carmen Barth · Egyesült Államok (USA)     | Amado Azar · Argentína (ARG)               | Ernest Peirce · Dél-afrikai Unió (RSA)      |
| 1936, Berlin      | Jean Despeaux · Franciaország (FRA)       | Henry Tiller · Norvégia (NOR)              | Raúl Villarreal · Argentína (ARG)           |
| 1948, London      | Papp László · Magyarország (HUN)          | John Wright · Nagy-Britannia (GBR)         | Ivano Fontana · Olaszország (ITA)           |
| 1952, Helsinki    | Floyd Patterson · Egyesült Államok (USA)  | Vasile Tiță · Románia (ROU)                | Borisz Nikolov · Bulgária (BUL)             |
| 1952, Helsinki    | Floyd Patterson · Egyesült Államok (USA)  | Vasile Tiță · Románia (ROU)                | Stig Sjölin · Svédország (SWE)              |
| 1956, Melbourne   | Gennagyij Satkov · Szovjetunió (URS)      | Ramón Tapia · Chile (CHI)                  | Gilbert Chapron · Franciaország (FRA)       |
| 1956, Melbourne   | Gennagyij Satkov · Szovjetunió (URS)      | Ramón Tapia · Chile (CHI)                  | Víctor Zalazar · Argentína (ARG)            |
| 1960, Róma        | Edward Crook · Egyesült Államok (USA)     | Tadeusz Walasek · Lengyelország (POL)      | Jevgenyij Feofanov · Szovjetunió (URS)      |
| 1960, Róma        | Edward Crook · Egyesült Államok (USA)     | Tadeusz Walasek · Lengyelország (POL)      | Ion Monea · Románia (ROU)                   |
| 1964, Tokió       | Valerij Popencsenko · Szovjetunió (URS)   | Emil Schulz · Egyesült Német Csapat (EUA)  | Franco Valle · Olaszország (ITA)            |
| 1964, Tokió       | Valerij Popencsenko · Szovjetunió (URS)   | Emil Schulz · Egyesült Német Csapat (EUA)  | Tadeusz Walasek · Lengyelország (POL)       |
| 1968, Mexikóváros | Chris Finnegan · Nagy-Britannia (GBR)     | Alekszej Kiszeljov · Szovjetunió (URS)     | Alfred Jones · Egyesült Államok (USA)       |
| 1968, Mexikóváros | Chris Finnegan · Nagy-Britannia (GBR)     | Alekszej Kiszeljov · Szovjetunió (URS)     | Agustín Zaragoza · Mexikó (MEX)             |
| 1972, München     | Vjacseszlav Lemesev · Szovjetunió (URS)   | Reima Virtanen · Finnország (FIN)          | Prince Amartey · Ghána (GHA)                |
| 1972, München     | Vjacseszlav Lemesev · Szovjetunió (URS)   | Reima Virtanen · Finnország (FIN)          | Marvin Johnson · Egyesült Államok (USA)     |
| 1976, Montréal    | Michael Spinks · Egyesült Államok (USA)   | Rufat Riszkijev · Szovjetunió (URS)        | Luis Felipe Martínez · Kuba (CUB)           |
| 1976, Montréal    | Michael Spinks · Egyesült Államok (USA)   | Rufat Riszkijev · Szovjetunió (URS)        | Alec Năstac · Románia (ROU)                 |
| 1980, Moszkva     | José Gómez · Kuba (CUB)                   | Viktor Szavcsenko · Szovjetunió (URS)      | Jerzy Rybicki · Lengyelország (POL)         |
| 1980, Moszkva     | José Gómez · Kuba (CUB)                   | Viktor Szavcsenko · Szovjetunió (URS)      | Valentin Silaghi · Románia (ROU)            |
| 1984, Los Angeles | Szin Dzsunszop · Dél-Korea (KOR)          | Virgil Hill · Egyesült Államok (USA)       | Arístides González · Puerto Rico (PUR)      |
| 1984, Los Angeles | Szin Dzsunszop · Dél-Korea (KOR)          | Virgil Hill · Egyesült Államok (USA)       | Mohamed Zaoui · Algéria (ALG)               |
| 1988, Szöul       | Henry Maske · NDK (GDR)                   | Egerton Marcus · Kanada (CAN)              | Chris Sande · Kenya (KEN)                   |
| 1988, Szöul       | Henry Maske · NDK (GDR)                   | Egerton Marcus · Kanada (CAN)              | Syed Hussain Shah · Pakisztán (PAK)         |
| 1992, Barcelona   | Ariel Hernández · Kuba (CUB)              | Chris Byrd · Egyesült Államok (USA)        | Chris Johnson · Kanada (CAN)                |
| 1992, Barcelona   | Ariel Hernández · Kuba (CUB)              | Chris Byrd · Egyesült Államok (USA)        | I Szungbe · Dél-Korea (KOR)                 |
| 1996, Atlanta     | Ariel Hernández · Kuba (CUB)              | Malik Beyleroğlu · Törökország (TUR)       | Mohamed Bahari · Algéria (ALG)              |
| 1996, Atlanta     | Ariel Hernández · Kuba (CUB)              | Malik Beyleroğlu · Törökország (TUR)       | Rhoshii Wells · Egyesült Államok (USA)      |
| 2000, Sydney      | Jorge Gutiérrez · Kuba (CUB)              | Gajdarbek Gajdarbekov · Oroszország (RUS)  | Vüqar Mursal Ələkbərov · Azerbajdzsán (AZE) |
| 2000, Sydney      | Jorge Gutiérrez · Kuba (CUB)              | Gajdarbek Gajdarbekov · Oroszország (RUS)  | Erdei Zsolt · Magyarország (HUN)            |
| 2004, Athén       | Gajdarbek Gajdarbekov · Oroszország (RUS) | Gennagyij Golovkin · Kazahsztán (KAZ)      | Szurija Praszathinphimaj · Thaiföld (THA)   |
| 2004, Athén       | Gajdarbek Gajdarbekov · Oroszország (RUS) | Gennagyij Golovkin · Kazahsztán (KAZ)      | Andre Dirrell · Egyesült Államok (USA)      |
| 2008, Peking      | James DeGale · Nagy-Britannia (GBR)       | Emilio Correa · Kuba (CUB)                 | Darren Sutherland · Írország (IRL)          |
| 2008, Peking      | James DeGale · Nagy-Britannia (GBR)       | Emilio Correa · Kuba (CUB)                 | Vidzsender Szingh · India (IND)             |
| 2012, London      | Murata Rjóta · Japán (JPN)                | Esquiva Florentino · Brazília (BRA)        | Anthony Ogogo · Nagy-Britannia (GBR)        |
| 2012, London      | Murata Rjóta · Japán (JPN)                | Esquiva Florentino · Brazília (BRA)        | Abbos Atoyev · Üzbegisztán (UZB)            |

#### Félnehézsúly
- 1920–1936: 72,6–79,4 kg
- 1948: 73–80 kg
- 1952– : 75–81 kg

| Olimpia           | Arany                                           | Ezüst                                            | Bronz                                        |
| 1920, Antwerpen   | Eddie Eagan · Egyesült Államok (USA)            | Sverre Sørsdal · Norvégia (NOR)                  | Harold Franks · Nagy-Britannia (GBR)         |
| 1924, Párizs      | Harry Mitchell · Nagy-Britannia (GBR)           | Thyge Petersen · Dánia (DEN)                     | Sverre Sørsdal · Norvégia (NOR)              |
| 1928, Amszterdam  | Víctor Avendaño · Argentína (ARG)               | Ernst Pistulla · Németország (GER)               | Karel Miljon · Hollandia (NED)               |
| 1932, Los Angeles | David Carstens · Dél-afrikai Unió (RSA)         | Gino Rossi · Olaszország (ITA)                   | Peter Jørgensen · Dánia (DEN)                |
| 1936, Berlin      | Roger Michelot · Franciaország (FRA)            | Richard Vogt · Németország (GER)                 | Francisco Resiglione · Argentína (ARG)       |
| 1948, London      | George Hunter · Dél-afrikai Unió (RSA)          | Donald Scott · Nagy-Britannia (GBR)              | Mauro Cía · Argentína (ARG)                  |
| 1952, Helsinki    | Norvel Lee · Egyesült Államok (USA)             | Antonio Pacenza · Argentína (ARG)                | Anatolij Perov · Szovjetunió (URS)           |
| 1952, Helsinki    | Norvel Lee · Egyesült Államok (USA)             | Antonio Pacenza · Argentína (ARG)                | Harry Siljander · Finnország (FIN)           |
| 1956, Melbourne   | James Boyd · Egyesült Államok (USA)             | Gheorghe Negrea · Románia (ROU)                  | Carlos Lucas · Chile (CHI)                   |
| 1956, Melbourne   | James Boyd · Egyesült Államok (USA)             | Gheorghe Negrea · Románia (ROU)                  | Romualdas Murauskas · Szovjetunió (URS)      |
| 1960, Róma        | Cassius Clay · Egyesült Államok (USA)           | Zbigniew Pietrzykowski · Lengyelország (POL)     | Tony Madigan · Ausztrália (AUS)              |
| 1960, Róma        | Cassius Clay · Egyesült Államok (USA)           | Zbigniew Pietrzykowski · Lengyelország (POL)     | Giulio Saraudi · Olaszország (ITA)           |
| 1964, Tokió       | Cosimo Pinto · Olaszország (ITA)                | Alekszej Kiszeljov · Szovjetunió (URS)           | Alekszandar Nikolov · Bulgária (BUL)         |
| 1964, Tokió       | Cosimo Pinto · Olaszország (ITA)                | Alekszej Kiszeljov · Szovjetunió (URS)           | Zbigniew Pietrzykowski · Lengyelország (POL) |
| 1968, Mexikóváros | Danas Pozniakas · Szovjetunió (URS)             | Ion Monea · Románia (ROU)                        | Stanisław Dragan · Lengyelország (POL)       |
| 1968, Mexikóváros | Danas Pozniakas · Szovjetunió (URS)             | Ion Monea · Románia (ROU)                        | Georgi Sztankov · Bulgária (BUL)             |
| 1972, München     | Mate Parlov · Jugoszlávia (YUG)                 | Gilberto Carrillo · Kuba (CUB)                   | Janusz Gortat · Lengyelország (POL)          |
| 1972, München     | Mate Parlov · Jugoszlávia (YUG)                 | Gilberto Carrillo · Kuba (CUB)                   | Isaac Ikhouria · Nigéria (NGR)               |
| 1976, Montréal    | Leon Spinks · Egyesült Államok (USA)            | Sixto Soria · Kuba (CUB)                         | Costică Dafinoiu · Románia (ROU)             |
| 1976, Montréal    | Leon Spinks · Egyesült Államok (USA)            | Sixto Soria · Kuba (CUB)                         | Janusz Gortat · Lengyelország (POL)          |
| 1980, Moszkva     | Slobodan Kačar · Jugoszlávia (YUG)              | Paweł Skrzecz · Lengyelország (POL)              | Herbert Bauch · NDK (GDR)                    |
| 1980, Moszkva     | Slobodan Kačar · Jugoszlávia (YUG)              | Paweł Skrzecz · Lengyelország (POL)              | Ricardo Rojas · Kuba (CUB)                   |
| 1984, Los Angeles | Anton Josipović · Jugoszlávia (YUG)             | Kevin Barry · Új-Zéland (NZL)                    | Evander Holyfield · Egyesült Államok (USA)   |
| 1984, Los Angeles | Anton Josipović · Jugoszlávia (YUG)             | Kevin Barry · Új-Zéland (NZL)                    | Mustapha Moussa · Algéria (ALG)              |
| 1988, Szöul       | Andrew Maynard · Egyesült Államok (USA)         | Nurmagomed Sanavazov · Szovjetunió (URS)         | Henryk Petrich · Lengyelország (POL)         |
| 1988, Szöul       | Andrew Maynard · Egyesült Államok (USA)         | Nurmagomed Sanavazov · Szovjetunió (URS)         | Damir Škaro · Jugoszlávia (YUG)              |
| 1992, Barcelona   | Torsten May · Németország (GER)                 | Rosztiszlav Zaulicsnij · Egyesített Csapat (EUN) | Béres Zoltán · Magyarország (HUN)            |
| 1992, Barcelona   | Torsten May · Németország (GER)                 | Rosztiszlav Zaulicsnij · Egyesített Csapat (EUN) | Wojciech Bartnik · Lengyelország (POL)       |
| 1996, Atlanta     | Vaszilij Zsirov · Kazahsztán (KAZ)              | I Szungbe · Dél-Korea (KOR)                      | Antonio Tarver · Egyesült Államok (USA)      |
| 1996, Atlanta     | Vaszilij Zsirov · Kazahsztán (KAZ)              | I Szungbe · Dél-Korea (KOR)                      | Thomas Ulrich · Németország (GER)            |
| 2000, Sydney      | Alekszandr Lebzjak · Oroszország (RUS)          | Rudolf Kraj · Csehország (CZE)                   | Andrij Fedcsuk · Ukrajna (UKR)               |
| 2000, Sydney      | Alekszandr Lebzjak · Oroszország (RUS)          | Rudolf Kraj · Csehország (CZE)                   | Sergey Mixaylov · Üzbegisztán (UZB)          |
| 2004, Athén       | Andre Ward · Egyesült Államok (USA)             | Mahamed Ariphadzsijev · Fehéroroszország (BLR)   | Utkirbek Haydarov · Üzbegisztán (UZB)        |
| 2004, Athén       | Andre Ward · Egyesült Államok (USA)             | Mahamed Ariphadzsijev · Fehéroroszország (BLR)   | Ahmed Ismail · Egyiptom (EGY)                |
| 2008, Peking      | Csang Hsziao-ping (Zhang Xiaoping) · Kína (CHN) | Kenneth Egan · Írország (IRL)                    | Tony Jeffries · Nagy-Britannia (GBR)         |
| 2008, Peking      | Csang Hsziao-ping (Zhang Xiaoping) · Kína (CHN) | Kenneth Egan · Írország (IRL)                    | Jerkebulan Sinalijev · Kazahsztán (KAZ)      |
| 2012, London      | Jegor Mehoncev · Oroszország (RUS)              | Agyilbek Nyijazimbetov · Kazahsztán (KAZ)        | Yamaguchi Florentino · Brazília (BRA)        |
| 2012, London      | Jegor Mehoncev · Oroszország (RUS)              | Agyilbek Nyijazimbetov · Kazahsztán (KAZ)        | Olekszandr Hvozdik · Ukrajna (UKR)           |

#### Nehézsúly
- 1904–1908: +71,7 kg
- 1920–1936: +79,4 kg
- 1948: +80 kg
- 1952–1980:  +81 kg
- 1984– : 81–91 kg

| Olimpia           | Arany                                    | Ezüst                                       | Bronz                                         |
| 1904, St. Louis   | Samuel Berger · Egyesült Államok (USA)   | Charles Mayer · Egyesült Államok (USA)      | William Michaels · Egyesült Államok (USA)     |
| 1908, London      | Albert Oldman · Nagy-Britannia (GBR)     | Sydney Evans · Nagy-Britannia (GBR)         | Frederick Parks · Nagy-Britannia (GBR)        |
| 1912 Stockholm    | Nem szerepelt az olimpiai programban     | Nem szerepelt az olimpiai programban        | Nem szerepelt az olimpiai programban          |
| 1920, Antwerpen   | Ronald Rawson · Nagy-Britannia (GBR)     | Søren Petersen · Dánia (DEN)                | Xavier Eluère · Franciaország (FRA)           |
| 1924, Párizs      | Otto von Porat · Norvégia (NOR)          | Søren Petersen · Dánia (DEN)                | Alfredo Porzio · Argentína (ARG)              |
| 1928, Amszterdam  | Arturo Rodríguez · Argentína (ARG)       | Nils Ramm · Svédország (SWE)                | Michael Michaelsen · Dánia (DEN)              |
| 1932, Los Angeles | Alberto Lovell · Argentína (ARG)         | Luigi Rovati · Olaszország (ITA)            | Frederick Feary · Egyesült Államok (USA)      |
| 1936, Berlin      | Herbert Runge · Németország (GER)        | Guillermo Lovell · Argentína (ARG)          | Erling Nilsen · Norvégia (NOR)                |
| 1948, London      | Rafael Iglesias · Argentína (ARG)        | Gunnar Nilsson · Svédország (SWE)           | John Arthur · Dél-afrikai Unió (RSA)          |
| 1952, Helsinki    | Ed Sanders · Egyesült Államok (USA)      | Ingemar Johansson · Svédország (SWE)        | Ilkka Koski · Finnország (FIN)                |
| 1952, Helsinki    | Ed Sanders · Egyesült Államok (USA)      | Ingemar Johansson · Svédország (SWE)        | Andries Nieman · Dél-afrikai Unió (RSA)       |
| 1956, Melbourne   | Pete Rademacher · Egyesült Államok (USA) | Lev Muhin · Szovjetunió (URS)               | Daniel Bekker · Dél-afrikai Unió (RSA)        |
| 1956, Melbourne   | Pete Rademacher · Egyesült Államok (USA) | Lev Muhin · Szovjetunió (URS)               | Giacomo Bozzano · Olaszország (ITA)           |
| 1960, Róma        | Franco De Piccoli · Olaszország (ITA)    | Daniel Bekker · Dél-afrikai Unió (RSA)      | Josef Němec · Csehszlovákia (TCH)             |
| 1960, Róma        | Franco De Piccoli · Olaszország (ITA)    | Daniel Bekker · Dél-afrikai Unió (RSA)      | Günter Siegmund · Egyesült Német Csapat (EUA) |
| 1964, Tokió       | Joe Frazier · Egyesült Államok (USA)     | Hans Huber · Egyesült Német Csapat (EUA)    | Giuseppe Ros · Olaszország (ITA)              |
| 1964, Tokió       | Joe Frazier · Egyesült Államok (USA)     | Hans Huber · Egyesült Német Csapat (EUA)    | Vagyim Jemeljanov · Szovjetunió (URS)         |
| 1968, Mexikóváros | George Foreman · Egyesült Államok (USA)  | Jonas Čepulis · Szovjetunió (URS)           | Giorgio Bambini · Olaszország (ITA)           |
| 1968, Mexikóváros | George Foreman · Egyesült Államok (USA)  | Jonas Čepulis · Szovjetunió (URS)           | Joaquín Rocha · Mexikó (MEX)                  |
| 1972, München     | Teófilo Stevenson · Kuba (CUB)           | Ion Alexe · Románia (ROU)                   | Peter Hussing · NSZK (FRG)                    |
| 1972, München     | Teófilo Stevenson · Kuba (CUB)           | Ion Alexe · Románia (ROU)                   | Hasse Thomsén · Svédország (SWE)              |
| 1976, Montréal    | Teófilo Stevenson · Kuba (CUB)           | Mircea Simion · Románia (ROU)               | Clarence Hill · Bermuda (BER)                 |
| 1976, Montréal    | Teófilo Stevenson · Kuba (CUB)           | Mircea Simion · Románia (ROU)               | John Tate · Egyesült Államok (USA)            |
| 1980, Moszkva     | Teófilo Stevenson · Kuba (CUB)           | Pjotr Zajev · Szovjetunió (URS)             | Jürgen Fanghänel · NDK (GDR)                  |
| 1980, Moszkva     | Teófilo Stevenson · Kuba (CUB)           | Pjotr Zajev · Szovjetunió (URS)             | Lévai István · Magyarország (HUN)             |
| 1984, Los Angeles | Henry Tillman · Egyesült Államok (USA)   | Willie de Wit · Kanada (CAN)                | Angelo Musone · Olaszország (ITA)             |
| 1984, Los Angeles | Henry Tillman · Egyesült Államok (USA)   | Willie de Wit · Kanada (CAN)                | Arnold Vanderlyde · Hollandia (NED)           |
| 1988, Szöul       | Ray Mercer · Egyesült Államok (USA)      | Pek Hjonman · Dél-Korea (KOR)               | Andrzej Gołota · Lengyelország (POL)          |
| 1988, Szöul       | Ray Mercer · Egyesült Államok (USA)      | Pek Hjonman · Dél-Korea (KOR)               | Arnold Vanderlyde · Hollandia (NED)           |
| 1992, Barcelona   | Félix Savón · Kuba (CUB)                 | David Izonritei · Nigéria (NGR)             | David Tua · Új-Zéland (NZL)                   |
| 1992, Barcelona   | Félix Savón · Kuba (CUB)                 | David Izonritei · Nigéria (NGR)             | Arnold Vanderlyde · Hollandia (NED)           |
| 1996, Atlanta     | Félix Savón · Kuba (CUB)                 | David Defiagbon · Kanada (CAN)              | Nate Jones · Egyesült Államok (USA)           |
| 1996, Atlanta     | Félix Savón · Kuba (CUB)                 | David Defiagbon · Kanada (CAN)              | Luan Krasniqi · Németország (GER)             |
| 2000, Sydney      | Félix Savón · Kuba (CUB)                 | Szultan-Ahmed Ibragimov · Oroszország (RUS) | Vladimer Csanturia · Grúzia (GEO)             |
| 2000, Sydney      | Félix Savón · Kuba (CUB)                 | Szultan-Ahmed Ibragimov · Oroszország (RUS) | Sebastian Köber · Németország (GER)           |
| 2004, Athén       | Odlanier Solís · Kuba (CUB)              | Viktar Zujev · Fehéroroszország (BLR)       | Mohamed El-Sayed · Egyiptom (EGY)             |
| 2004, Athén       | Odlanier Solís · Kuba (CUB)              | Viktar Zujev · Fehéroroszország (BLR)       | Nászer es-Sámi · Szíria (SYR)                 |
| 2008, Peking      | Rahim Csahkijev · Oroszország (RUS)      | Clemente Russo · Olaszország (ITA)          | Osmay Acosta · Kuba (CUB)                     |
| 2008, Peking      | Rahim Csahkijev · Oroszország (RUS)      | Clemente Russo · Olaszország (ITA)          | Deontay Wilder · Egyesült Államok (USA)       |
| 2012, London      | Olekszandr Uszik · Ukrajna (UKR)         | Clemente Russo · Olaszország (ITA)          | Tervel Pulev · Bulgária (BUL)                 |
| 2012, London      | Olekszandr Uszik · Ukrajna (UKR)         | Clemente Russo · Olaszország (ITA)          | Teymur Məmmədov · Azerbajdzsán (AZE)          |

#### Szupernehézsúly
- 1984– : +91 kg

| Olimpia           | Arany                                   | Ezüst                                     | Bronz                                         |
| 1984, Los Angeles | Tyrell Biggs · Egyesült Államok (USA)   | Francesco Damiani · Olaszország (ITA)     | Aziz Salihu · Jugoszlávia (YUG)               |
| 1984, Los Angeles | Tyrell Biggs · Egyesült Államok (USA)   | Francesco Damiani · Olaszország (ITA)     | Bobby Wells · Nagy-Britannia (GBR)            |
| 1988, Szöul       | Lennox Lewis · Kanada (CAN)             | Riddick Bowe · Egyesült Államok (USA)     | Janusz Zarenkiewicz · Lengyelország (POL)     |
| 1988, Szöul       | Lennox Lewis · Kanada (CAN)             | Riddick Bowe · Egyesült Államok (USA)     | Alekszandr Mirosnyicsenko · Szovjetunió (URS) |
| 1992, Barcelona   | Roberto Balado · Kuba (CUB)             | Richard Igbineghu · Nigéria (NGR)         | Brian Nielsen · Dánia (DEN)                   |
| 1992, Barcelona   | Roberto Balado · Kuba (CUB)             | Richard Igbineghu · Nigéria (NGR)         | Szvilen Ruszinov · Bulgária (BUL)             |
| 1996, Atlanta     | Volodimir Klicsko · Ukrajna (UKR)       | Paea Wolfgramm · Tonga (TGA)              | Alekszej Lezin · Oroszország (RUS)            |
| 1996, Atlanta     | Volodimir Klicsko · Ukrajna (UKR)       | Paea Wolfgramm · Tonga (TGA)              | Duncan Dokiwari · Nigéria (NGR)               |
| 2000, Sydney      | Audley Harrison · Nagy-Britannia (GBR)  | Muhtarhan Dildabekov · Kazahsztán (KAZ)   | Paolo Vidoz · Olaszország (ITA)               |
| 2000, Sydney      | Audley Harrison · Nagy-Britannia (GBR)  | Muhtarhan Dildabekov · Kazahsztán (KAZ)   | Rustam Saidov · Üzbegisztán (UZB)             |
| 2004, Athén       | Alekszandr Povetkin · Oroszország (RUS) | Mohammed Ali · Egyiptom (EGY)             | Michel López · Kuba (CUB)                     |
| 2004, Athén       | Alekszandr Povetkin · Oroszország (RUS) | Mohammed Ali · Egyiptom (EGY)             | Roberto Cammarelle · Olaszország (ITA)        |
| 2008, Peking      | Roberto Cammarelle · Olaszország (ITA)  | Csang Cse-lej (Zhang Zhilei) · Kína (CHN) | Vjacseszlav Hlazkov · Ukrajna (UKR)           |
| 2008, Peking      | Roberto Cammarelle · Olaszország (ITA)  | Csang Cse-lej (Zhang Zhilei) · Kína (CHN) | David Price · Nagy-Britannia (GBR)            |
| 2012, London      | Anthony Joshua · Nagy-Britannia (GBR)   | Roberto Cammarelle · Olaszország (ITA)    | Məhəmmədrəsul Məcidov · Azerbajdzsán (AZE)    |
| 2012, London      | Anthony Joshua · Nagy-Britannia (GBR)   | Roberto Cammarelle · Olaszország (ITA)    | Ivan Dicsko · Kazahsztán (KAZ)                |

### Megszűnt súlycsoportok

#### Pehelysúly
- 1904: 52,2–56,7 kg
- 1908: 52,6–57,2 kg
- 1920–1928: 53,5–57,2 kg
- 1932–1936: 54,0–57,2 kg
- 1948: 54–58 kg
- 1952–2008: 54–57 kg

| Olimpia           | Arany                                        | Ezüst                                      | Bronz                                      |
| 1904, St. Louis   | Oliver Kirk · Egyesült Államok (USA)         | Frank Haller · Egyesült Államok (USA)      | Frederick Gilmore · Egyesült Államok (USA) |
| 1908, London      | Richard Gunn · Nagy-Britannia (GBR)          | Charles Morris · Nagy-Britannia (GBR)      | Hugh Roddin · Nagy-Britannia (GBR)         |
| 1912 Stockholm    | Nem szerepelt az olimpiai programban         | Nem szerepelt az olimpiai programban       | Nem szerepelt az olimpiai programban       |
| 1920, Antwerpen   | Paul Fritsch · Franciaország (FRA)           | Jean Gachet · Franciaország (FRA)          | Edoardo Garzena · Olaszország (ITA)        |
| 1924, Párizs      | Jackie Fields · Egyesült Államok (USA)       | Joseph Salas · Egyesült Államok (USA)      | Pedro Quartucci · Argentína (ARG)          |
| 1928, Amszterdam  | Bep van Klaveren · Hollandia (NED)           | Víctor Peralta · Argentína (ARG)           | Harold Devine · Egyesült Államok (USA)     |
| 1932, Los Angeles | Carmelo Robledo · Argentína (ARG)            | Josef Schleinkofer · Németország (GER)     | Allan Carlsson · Svédország (SWE)          |
| 1936, Berlin      | Oscar Casanovas · Argentína (ARG)            | Charles Catterall · Dél-afrikai Unió (RSA) | Josef Miner · Németország (GER)            |
| 1948, London      | Ernesto Formenti · Olaszország (ITA)         | Dennis Shepherd · Dél-afrikai Unió (RSA)   | Aleksy Antkiewicz · Lengyelország (POL)    |
| 1952, Helsinki    | Ján Zachara · Csehszlovákia (TCH)            | Sergio Caprari · Olaszország (ITA)         | Leonard Leisching · Dél-afrikai Unió (RSA) |
| 1952, Helsinki    | Ján Zachara · Csehszlovákia (TCH)            | Sergio Caprari · Olaszország (ITA)         | Joseph Ventaja · Franciaország (FRA)       |
| 1956, Melbourne   | Vlagyimir Szafronov · Szovjetunió (URS)      | Thomas Nicholls · Nagy-Britannia (GBR)     | Pentti Hämäläinen · Finnország (FIN)       |
| 1956, Melbourne   | Vlagyimir Szafronov · Szovjetunió (URS)      | Thomas Nicholls · Nagy-Britannia (GBR)     | Henryk Niedźwiedzki · Lengyelország (POL)  |
| 1960, Róma        | Francesco Musso · Olaszország (ITA)          | Jerzy Adamski · Lengyelország (POL)        | Jorma Limmonen · Finnország (FIN)          |
| 1960, Róma        | Francesco Musso · Olaszország (ITA)          | Jerzy Adamski · Lengyelország (POL)        | William Meyers · Dél-afrikai Unió (RSA)    |
| 1964, Tokió       | Sztanyiszlav Sztyepaskin · Szovjetunió (URS) | Anthony Villanueva · Fülöp-szigetek (PHI)  | Charles Brown · Egyesült Államok (USA)     |
| 1964, Tokió       | Sztanyiszlav Sztyepaskin · Szovjetunió (URS) | Anthony Villanueva · Fülöp-szigetek (PHI)  | Heinz Schulz · Egyesült Német Csapat (EUA) |
| 1968, Mexikóváros | Antonio Roldán · Mexikó (MEX)                | Albert Robinson · Egyesült Államok (USA)   | Ivan Mihajlov · Bulgária (BUL)             |
| 1968, Mexikóváros | Antonio Roldán · Mexikó (MEX)                | Albert Robinson · Egyesült Államok (USA)   | Philip Waruinge · Kenya (KEN)              |
| 1972, München     | Borisz Kuznyecov · Szovjetunió (URS)         | Philip Waruinge · Kenya (KEN)              | Botos András · Magyarország (HUN)          |
| 1972, München     | Borisz Kuznyecov · Szovjetunió (URS)         | Philip Waruinge · Kenya (KEN)              | Clemente Rojas · Kolumbia (COL)            |
| 1976, Montréal    | Ángel Herrera · Kuba (CUB)                   | Richard Nowakowski · NDK (GDR)             | Leszek Kosedowski · Lengyelország (POL)    |
| 1976, Montréal    | Ángel Herrera · Kuba (CUB)                   | Richard Nowakowski · NDK (GDR)             | Juan Paredes · Mexikó (MEX)                |
| 1980, Moszkva     | Rudi Fink · NDK (GDR)                        | Adolfo Horta · Kuba (CUB)                  | Krzysztof Kosedowski · Lengyelország (POL) |
| 1980, Moszkva     | Rudi Fink · NDK (GDR)                        | Adolfo Horta · Kuba (CUB)                  | Viktor Ribakov · Szovjetunió (URS)         |
| 1984, Los Angeles | Meldrick Taylor · Egyesült Államok (USA)     | Peter Konyegwachie · Nigéria (NGR)         | Turgut Aykaç · Törökország (TUR)           |
| 1984, Los Angeles | Meldrick Taylor · Egyesült Államok (USA)     | Peter Konyegwachie · Nigéria (NGR)         | Omar Catarí · Venezuela (VEN)              |
| 1988, Szöul       | Giovanni Parisi · Olaszország (ITA)          | Daniel Dumitrescu · Románia (ROU)          | Abdelhak Achik · Marokkó (MAR)             |
| 1988, Szöul       | Giovanni Parisi · Olaszország (ITA)          | Daniel Dumitrescu · Románia (ROU)          | I Dzsehjok · Dél-Korea (KOR)               |
| 1992, Barcelona   | Andreas Tews · Németország (GER)             | Faustino Reyes · Spanyolország (ESP)       | Ramaz Paliani · Egyesített Csapat (EUN)    |
| 1992, Barcelona   | Andreas Tews · Németország (GER)             | Faustino Reyes · Spanyolország (ESP)       | Hoszin Szoltáni · Algéria (ALG)            |
| 1996, Atlanta     | Szomrak Khamszing · Thaiföld (THA)           | Szerafim Todorov · Bulgária (BUL)          | Pablo Chacón · Argentína (ARG)             |
| 1996, Atlanta     | Szomrak Khamszing · Thaiföld (THA)           | Szerafim Todorov · Bulgária (BUL)          | Floyd Mayweather · Egyesült Államok (USA)  |
| 2000, Sydney      | Bekzat Szattarhanov · Kazahsztán (KAZ)       | Rocky Juarez · Egyesült Államok (USA)      | Kamil Dzsamalutgyinov · Oroszország (RUS)  |
| 2000, Sydney      | Bekzat Szattarhanov · Kazahsztán (KAZ)       | Rocky Juarez · Egyesült Államok (USA)      | Tahar Tamsamani · Marokkó (MAR)            |
| 2004, Athén       | Alekszej Tyiscsenko · Oroszország (RUS)      | Kim Szongguk · Észak-Korea (PRK)           | Cso Szokhvan · Dél-Korea (KOR)             |
| 2004, Athén       | Alekszej Tyiscsenko · Oroszország (RUS)      | Kim Szongguk · Észak-Korea (PRK)           | Vitali Tajbert · Németország (GER)         |
| 2008, Peking      | Vaszil Lomacsenko · Ukrajna (UKR)            | Khédafi Djelkhir · Franciaország (FRA)     | Yakup Kılıç · Törökország (TUR)            |
| 2008, Peking      | Vaszil Lomacsenko · Ukrajna (UKR)            | Khédafi Djelkhir · Franciaország (FRA)     | Şahin İmranov · Azerbajdzsán (AZE)         |

#### Nagyváltósúly
- 1952–2000: 67–71 kg

| Olimpia           | Arany                                    | Ezüst                                          | Bronz                                        |
| 1952, Helsinki    | Papp László · Magyarország (HUN)         | Theunis van Schalkwyk · Dél-afrikai Unió (RSA) | Eladio Herrera · Argentína (ARG)             |
| 1952, Helsinki    | Papp László · Magyarország (HUN)         | Theunis van Schalkwyk · Dél-afrikai Unió (RSA) | Borisz Tyisin · Szovjetunió (URS)            |
| 1956, Melbourne   | Papp László · Magyarország (HUN)         | José Torres · Egyesült Államok (USA)           | John McCormack · Nagy-Britannia (GBR)        |
| 1956, Melbourne   | Papp László · Magyarország (HUN)         | José Torres · Egyesült Államok (USA)           | Zbigniew Pietrzykowski · Lengyelország (POL) |
| 1960, Róma        | Wilbert McClure · Egyesült Államok (USA) | Carmelo Bossi · Olaszország (ITA)              | William Fisher · Nagy-Britannia (GBR)        |
| 1960, Róma        | Wilbert McClure · Egyesült Államok (USA) | Carmelo Bossi · Olaszország (ITA)              | Borisz Lagutyin · Szovjetunió (URS)          |
| 1964, Tokió       | Borisz Lagutyin · Szovjetunió (URS)      | Joseph Gonzales · Franciaország (FRA)          | Józef Grzesiak · Lengyelország (POL)         |
| 1964, Tokió       | Borisz Lagutyin · Szovjetunió (URS)      | Joseph Gonzales · Franciaország (FRA)          | Nojim Maiyegun · Nigéria (NGR)               |
| 1968, Mexikóváros | Borisz Lagutyin · Szovjetunió (URS)      | Rolando Garbey · Kuba (CUB)                    | John Baldwin · Egyesült Államok (USA)        |
| 1968, Mexikóváros | Borisz Lagutyin · Szovjetunió (URS)      | Rolando Garbey · Kuba (CUB)                    | Günther Meier · NSZK (FRG)                   |
| 1972, München     | Dieter Kottysch · NSZK (FRG)             | Wiesław Rudkowski · Lengyelország (POL)        | Alan Minter · Nagy-Britannia (GBR)           |
| 1972, München     | Dieter Kottysch · NSZK (FRG)             | Wiesław Rudkowski · Lengyelország (POL)        | Peter Tiepold · NDK (GDR)                    |
| 1976, Montréal    | Jerzy Rybicki · Lengyelország (POL)      | Tadija Kačar · Jugoszlávia (YUG)               | Rolando Garbey · Kuba (CUB)                  |
| 1976, Montréal    | Jerzy Rybicki · Lengyelország (POL)      | Tadija Kačar · Jugoszlávia (YUG)               | Viktor Szavcsenko · Szovjetunió (URS)        |
| 1980, Moszkva     | Armando Martínez · Kuba (CUB)            | Alekszandr Koskin · Szovjetunió (URS)          | Ján Franek · Csehszlovákia (TCH)             |
| 1980, Moszkva     | Armando Martínez · Kuba (CUB)            | Alekszandr Koskin · Szovjetunió (URS)          | Detlef Kästner · NDK (GDR)                   |
| 1984, Los Angeles | Frank Tate · Egyesült Államok (USA)      | Shawn O’Sullivan · Kanada (CAN)                | Christophe Tiozzo · Franciaország (FRA)      |
| 1984, Los Angeles | Frank Tate · Egyesült Államok (USA)      | Shawn O’Sullivan · Kanada (CAN)                | Manfred Zielonka · NSZK (FRG)                |
| 1988, Szöul       | Pak Szihon · Dél-Korea (KOR)             | Roy Jones · Egyesült Államok (USA)             | Ray Downey · Kanada (CAN)                    |
| 1988, Szöul       | Pak Szihon · Dél-Korea (KOR)             | Roy Jones · Egyesült Államok (USA)             | Richie Woodhall · Nagy-Britannia (GBR)       |
| 1992, Barcelona   | Juan Carlos Lemus · Kuba (CUB)           | Orhan Delibas · Hollandia (NED)                | Mizsei György · Magyarország (HUN)           |
| 1992, Barcelona   | Juan Carlos Lemus · Kuba (CUB)           | Orhan Delibas · Hollandia (NED)                | Robin Reid · Nagy-Britannia (GBR)            |
| 1996, Atlanta     | David Reid · Egyesült Államok (USA)      | Alfredo Duvergel · Kuba (CUB)                  | Jermahan Ibraimov · Kazahsztán (KAZ)         |
| 1996, Atlanta     | David Reid · Egyesült Államok (USA)      | Alfredo Duvergel · Kuba (CUB)                  | Karim Toʻlaganov · Üzbegisztán (UZB)         |
| 2000, Sydney      | Jermahan Ibraimov · Kazahsztán (KAZ)     | Marian Simion · Románia (ROU)                  | Jermain Taylor · Egyesült Államok (USA)      |
| 2000, Sydney      | Jermahan Ibraimov · Kazahsztán (KAZ)     | Marian Simion · Románia (ROU)                  | Pornchai Thongburan · Thaiföld (THA)         |

### Férfi éremtáblázat
| A nyári olimpiai játékok összesített éremtáblázata férfi ökölvívásban | A nyári olimpiai játékok összesített éremtáblázata férfi ökölvívásban | A nyári olimpiai játékok összesített éremtáblázata férfi ökölvívásban | A nyári olimpiai játékok összesített éremtáblázata férfi ökölvívásban | A nyári olimpiai játékok összesített éremtáblázata férfi ökölvívásban | Olimpia  |
| --------------------------------------------------------------------- | --------------------------------------------------------------------- | --------------------------------------------------------------------- | --------------------------------------------------------------------- | --------------------------------------------------------------------- | -------- |
|                                                                       | Ország                                                                | Arany                                                                 | Ezüst                                                                 | Bronz                                                                 | Összesen |
| 1.                                                                    | Egyesült Államok (USA)                                                | 48                                                                    | 23                                                                    | 37                                                                    | 108      |
| 2.                                                                    | Kuba (CUB)                                                            | 34                                                                    | 19                                                                    | 14                                                                    | 67       |
| 3.                                                                    | Nagy-Britannia (GBR)                                                  | 16                                                                    | 12                                                                    | 24                                                                    | 52       |
| 4.                                                                    | Olaszország (ITA)                                                     | 15                                                                    | 15                                                                    | 17                                                                    | 47       |
| 5.                                                                    | Szovjetunió (URS)                                                     | 14                                                                    | 19                                                                    | 18                                                                    | 51       |
| 6.                                                                    | Magyarország (HUN)                                                    | 10                                                                    | 2                                                                     | 8                                                                     | 20       |
| 7.                                                                    | Oroszország (RUS)                                                     | 9                                                                     | 3                                                                     | 12                                                                    | 24       |
| 8.                                                                    | Lengyelország (POL)                                                   | 8                                                                     | 9                                                                     | 26                                                                    | 43       |
| 9.                                                                    | Argentína (ARG)                                                       | 7                                                                     | 7                                                                     | 10                                                                    | 24       |
| 10.                                                                   | Kazahsztán (KAZ)                                                      | 6                                                                     | 5                                                                     | 5                                                                     | 16       |
| 11.                                                                   | Dél-afrikai Köztársaság (RSA)                                         | 6                                                                     | 4                                                                     | 9                                                                     | 19       |
| 12.                                                                   | NDK (GDR)                                                             | 5                                                                     | 2                                                                     | 6                                                                     | 13       |
| 13.                                                                   | Németország (GER)                                                     | 4                                                                     | 9                                                                     | 9                                                                     | 22       |
| 14.                                                                   | Franciaország (FRA)                                                   | 4                                                                     | 7                                                                     | 8                                                                     | 19       |
| 15.                                                                   | Bulgária (BUL)                                                        | 4                                                                     | 5                                                                     | 9                                                                     | 18       |
| 16.                                                                   | Thaiföld (THA)                                                        | 4                                                                     | 4                                                                     | 6                                                                     | 14       |
| 17.                                                                   | Ukrajna (UKR)                                                         | 4                                                                     | 3                                                                     | 7                                                                     | 14       |
| 18.                                                                   | Dél-Korea (KOR)                                                       | 3                                                                     | 7                                                                     | 10                                                                    | 20       |
| 19.                                                                   | Kanada (CAN)                                                          | 3                                                                     | 7                                                                     | 7                                                                     | 17       |
| 20.                                                                   | Jugoszlávia (YUG)                                                     | 3                                                                     | 2                                                                     | 6                                                                     | 11       |
| 21.                                                                   | Csehszlovákia (TCH)                                                   | 3                                                                     | 1                                                                     | 2                                                                     | 6        |
| 21.                                                                   | Kína (CHN)                                                            | 3                                                                     | 1                                                                     | 2                                                                     | 6        |
| 23.                                                                   | Mexikó (MEX)                                                          | 2                                                                     | 3                                                                     | 7                                                                     | 12       |
| 24.                                                                   | Észak-Korea (PRK)                                                     | 2                                                                     | 3                                                                     | 3                                                                     | 8        |
| 25.                                                                   | Finnország (FIN)                                                      | 2                                                                     | 1                                                                     | 11                                                                    | 14       |
| 26.                                                                   | Japán (JPN)                                                           | 2                                                                     | 0                                                                     | 3                                                                     | 5        |
| 27.                                                                   | Románia (ROU)                                                         | 1                                                                     | 9                                                                     | 15                                                                    | 25       |
| 28.                                                                   | Írország (IRL)                                                        | 1                                                                     | 5                                                                     | 9                                                                     | 15       |
| 29.                                                                   | Dánia (DEN)                                                           | 1                                                                     | 5                                                                     | 6                                                                     | 12       |
| 30.                                                                   | Egyesült Német Csapat (EUA)                                           | 1                                                                     | 3                                                                     | 2                                                                     | 6        |
| 31.                                                                   | Mongólia (MGL)                                                        | 1                                                                     | 2                                                                     | 3                                                                     | 6        |
| 32.                                                                   | Norvégia (NOR)                                                        | 1                                                                     | 2                                                                     | 2                                                                     | 5        |
| 32.                                                                   | Venezuela (VEN)                                                       | 1                                                                     | 2                                                                     | 2                                                                     | 5        |
| 34.                                                                   | Kenya (KEN)                                                           | 1                                                                     | 1                                                                     | 5                                                                     | 7        |
| 35.                                                                   | Hollandia (NED)                                                       | 1                                                                     | 1                                                                     | 4                                                                     | 6        |
| 36.                                                                   | Belgium (BEL)                                                         | 1                                                                     | 1                                                                     | 2                                                                     | 4        |
| 37.                                                                   | Új-Zéland (NZL)                                                       | 1                                                                     | 1                                                                     | 1                                                                     | 3        |
| 38.                                                                   | Üzbegisztán (UZB)                                                     | 1                                                                     | 0                                                                     | 6                                                                     | 7        |
| 39.                                                                   | Algéria (ALG)                                                         | 1                                                                     | 0                                                                     | 5                                                                     | 6        |
| 39.                                                                   | NSZK (FRG)                                                            | 1                                                                     | 0                                                                     | 5                                                                     | 6        |
| 41.                                                                   | Dominikai Köztársaság (DOM)                                           | 1                                                                     | 0                                                                     | 1                                                                     | 2        |
|                                                                       |                                                                       |                                                                       |                                                                       |                                                                       |          |
| 42.                                                                   | Svédország (SWE)                                                      | 0                                                                     | 5                                                                     | 6                                                                     | 11       |
| 43.                                                                   | Nigéria (NGR)                                                         | 0                                                                     | 3                                                                     | 3                                                                     | 6        |
| 44.                                                                   | Uganda (UGA)                                                          | 0                                                                     | 3                                                                     | 1                                                                     | 4        |
| 45.                                                                   | Fülöp-szigetek (PHI)                                                  | 0                                                                     | 2                                                                     | 3                                                                     | 5        |
| 45.                                                                   | Törökország (TUR)                                                     | 0                                                                     | 2                                                                     | 3                                                                     | 5        |
| 47.                                                                   | Spanyolország (ESP)                                                   | 0                                                                     | 2                                                                     | 2                                                                     | 4        |
| 48.                                                                   | Fehéroroszország (BLR)                                                | 0                                                                     | 2                                                                     | 0                                                                     | 2        |
| 49.                                                                   | Puerto Rico (PUR)                                                     | 0                                                                     | 1                                                                     | 5                                                                     | 6        |
| 50.                                                                   | Ausztrália (AUS)                                                      | 0                                                                     | 1                                                                     | 3                                                                     | 4        |
| 50.                                                                   | Egyiptom (EGY)                                                        | 0                                                                     | 1                                                                     | 3                                                                     | 4        |
| 52.                                                                   | Brazília (BRA)                                                        | 0                                                                     | 1                                                                     | 2                                                                     | 3        |
| 52.                                                                   | Chile (CHI)                                                           | 0                                                                     | 1                                                                     | 2                                                                     | 3        |
| 52.                                                                   | Ghána (GHA)                                                           | 0                                                                     | 1                                                                     | 2                                                                     | 3        |
| 55.                                                                   | Egyesített Csapat (EUN)                                               | 0                                                                     | 1                                                                     | 1                                                                     | 2        |
| 55.                                                                   | Kamerun (CMR)                                                         | 0                                                                     | 1                                                                     | 1                                                                     | 2        |
| 57.                                                                   | Ausztrálázsia (ANZ)                                                   | 0                                                                     | 1                                                                     | 0                                                                     | 1        |
| 57.                                                                   | Csehország (CZE)                                                      | 0                                                                     | 1                                                                     | 0                                                                     | 1        |
| 57.                                                                   | Észtország (EST)                                                      | 0                                                                     | 1                                                                     | 0                                                                     | 1        |
| 57.                                                                   | Tonga (TGA)                                                           | 0                                                                     | 1                                                                     | 0                                                                     | 1        |
|                                                                       |                                                                       |                                                                       |                                                                       |                                                                       |          |
| 61.                                                                   | Azerbajdzsán (AZE)                                                    | 0                                                                     | 0                                                                     | 6                                                                     | 6        |
| 62.                                                                   | Kolumbia (COL)                                                        | 0                                                                     | 0                                                                     | 3                                                                     | 3        |
| 62.                                                                   | Marokkó (MAR)                                                         | 0                                                                     | 0                                                                     | 3                                                                     | 3        |
| 64.                                                                   | Moldova (MDA)                                                         | 0                                                                     | 0                                                                     | 2                                                                     | 2        |
| 64.                                                                   | Tunézia (TUN)                                                         | 0                                                                     | 0                                                                     | 2                                                                     | 2        |
| 66.                                                                   | Bermuda (BER)                                                         | 0                                                                     | 0                                                                     | 1                                                                     | 1        |
| 66.                                                                   | Grúzia (GEO)                                                          | 0                                                                     | 0                                                                     | 1                                                                     | 1        |
| 66.                                                                   | Guyana (GUY)                                                          | 0                                                                     | 0                                                                     | 1                                                                     | 1        |
| 66.                                                                   | India (IND)                                                           | 0                                                                     | 0                                                                     | 1                                                                     | 1        |
| 66.                                                                   | Litvánia (LTU)                                                        | 0                                                                     | 0                                                                     | 1                                                                     | 1        |
| 66.                                                                   | Mauritius (MRI)                                                       | 0                                                                     | 0                                                                     | 1                                                                     | 1        |
| 66.                                                                   | Niger (NIG)                                                           | 0                                                                     | 0                                                                     | 1                                                                     | 1        |
| 66.                                                                   | Örményország (ARM)                                                    | 0                                                                     | 0                                                                     | 1                                                                     | 1        |
| 66.                                                                   | Pakisztán (PAK)                                                       | 0                                                                     | 0                                                                     | 1                                                                     | 1        |
| 66.                                                                   | Szíria (SYR)                                                          | 0                                                                     | 0                                                                     | 1                                                                     | 1        |
| 66.                                                                   | Uruguay (URU)                                                         | 0                                                                     | 0                                                                     | 1                                                                     | 1        |
| 66.                                                                   | Zambia (ZAM)                                                          | 0                                                                     | 0                                                                     | 1                                                                     | 1        |
|                                                                       |                                                                       |                                                                       |                                                                       |                                                                       |          |
| Összesen                                                              | Összesen                                                              | 236                                                                   | 236                                                                   | 409                                                                   | 881      |

## Női

### Légsúly
2012– : 51 kg
| Olimpia      | Arany                               | Ezüst                                  | Bronz                                   |
| 2012, London | Nicola Adams · Nagy-Britannia (GBR) | Zsen Can-can (Ren Cancan) · Kína (CHN) | Marlen Esparza · Egyesült Államok (USA) |
| 2012, London | Nicola Adams · Nagy-Britannia (GBR) | Zsen Can-can (Ren Cancan) · Kína (CHN) | Meri Kom · India (IND)                  |

### Könnyűsúly
2012– : 60 kg
| Olimpia      | Arany                         | Ezüst                               | Bronz                                   |
| 2012, London | Katie Taylor · Írország (IRL) | Szofja Ocsigava · Oroszország (RUS) | Mavzuna Csorijeva · Tádzsikisztán (TJK) |
| 2012, London | Katie Taylor · Írország (IRL) | Szofja Ocsigava · Oroszország (RUS) | Adriana Araújo · Brazília (BRA)         |

### Középsúly
2012– : 75 kg
| Olimpia      | Arany                                     | Ezüst                                   | Bronz                              |
| 2012, London | Claressa Shields · Egyesült Államok (USA) | Nagyezsda Torlopova · Oroszország (RUS) | Marina Volnova · Kazahsztán (KAZ)  |
| 2012, London | Claressa Shields · Egyesült Államok (USA) | Nagyezsda Torlopova · Oroszország (RUS) | Li Csin-ce (Li Jinzi) · Kína (CHN) |

### Női éremtáblázat
| A nyári olimpiai játékok összesített éremtáblázata női ökölvívásban | A nyári olimpiai játékok összesített éremtáblázata női ökölvívásban | A nyári olimpiai játékok összesített éremtáblázata női ökölvívásban | A nyári olimpiai játékok összesített éremtáblázata női ökölvívásban | A nyári olimpiai játékok összesített éremtáblázata női ökölvívásban | Olimpia  |
| ------------------------------------------------------------------- | ------------------------------------------------------------------- | ------------------------------------------------------------------- | ------------------------------------------------------------------- | ------------------------------------------------------------------- | -------- |
|                                                                     | Ország                                                              | Arany                                                               | Ezüst                                                               | Bronz                                                               | Összesen |
| 1.                                                                  | Egyesült Államok (USA)                                              | 1                                                                   | 0                                                                   | 1                                                                   | 2        |
| 2.                                                                  | Írország (IRL)                                                      | 1                                                                   | 0                                                                   | 0                                                                   | 1        |
| 2.                                                                  | Nagy-Britannia (GBR)                                                | 1                                                                   | 0                                                                   | 0                                                                   | 1        |
| 4.                                                                  | Oroszország (RUS)                                                   | 0                                                                   | 2                                                                   | 0                                                                   | 2        |
| 5.                                                                  | Kína (CHN)                                                          | 0                                                                   | 1                                                                   | 1                                                                   | 2        |
|                                                                     |                                                                     |                                                                     |                                                                     |                                                                     |          |
| 6.                                                                  | Brazília (BRA)                                                      | 0                                                                   | 0                                                                   | 1                                                                   | 1        |
| 6.                                                                  | India (IND)                                                         | 0                                                                   | 0                                                                   | 1                                                                   | 1        |
| 6.                                                                  | Kazahsztán (KAZ)                                                    | 0                                                                   | 0                                                                   | 1                                                                   | 1        |
| 6.                                                                  | Tádzsikisztán (TJK)                                                 | 0                                                                   | 0                                                                   | 1                                                                   | 1        |
|                                                                     |                                                                     |                                                                     |                                                                     |                                                                     |          |
| Összesen                                                            | Összesen                                                            | 3                                                                   | 3                                                                   | 6                                                                   | 12       |